# Agatha Christie
Dame Agatha Mary Clarissa Christie, Lady Mallowan, DBE (nhũ danh Miller; 15 tháng 9 năm 1890 – 12 tháng 1 năm 1976) là một nữ văn sĩ người Anh nổi tiếng với 66 tiểu thuyết trinh thám cùng 14 bộ sưu tập truyện ngắn, xoay quanh các nhân vật thám tử là Hercule Poirot và bà Marple. Bà cũng là người biên soạn vở kịch The Mousetrap, vở kịch được trình diễn lâu dài nhất thế giới tính từ lần đầu công diễn tại West End năm 1952. Là một nhà văn của "thời kỳ hoàng kim của truyện trinh thám viễn tưởng", Agatha Christie được coi là "nữ hoàng trinh thám". Ngoài ra, bà cũng sáng tác tiểu thuyết dưới bút danh Mary Westmacott. Vào năm 1971, Agatha Christie được Nữ vương Elizabeth II phong tước Dame (DBE) vì những cống hiến của bà trong lĩnh vực văn chương. Sách kỷ lục Guinness cũng công nhận Agatha Christie là nhà văn bán chạy nhất mọi thời đại, với hơn 2 tỉ bản các tác phẩm bán ra trên toàn cầu.
Agatha Christie sinh ra trong một gia đình giàu có thuộc tầng lớp thượng trung lưu ở Torquay, Devon. Phần lớn thời gian thời niên thiếu bà được giáo dục tại nhà. Ban đầu, việc sáng tác của bà không mấy tốt đẹp khi có đến sáu lần liên tiếp nhận về những cái lắc đầu từ các nhà xuất bản, nhưng mọi chuyện đã thay đổi vào năm 1920 khi cuốn tiểu thuyết Vụ án bí ẩn ở Styles ra mắt, với nhân vật chính là Hercule Poirot. Người chồng đầu tiên của Agatha Christine là Archibald Christie. Họ kết hôn vào năm 1914, có với nhau một đứa con chung trước khi cả hai ly dị vào năm 1928. Năm 1926, Christine mất tích 11 ngày, sau một khoảng thời gian vật lộn với cuộc hôn nhân tan vỡ và phải đối mặt với cái chết của mẹ mình. Vụ mất tích nhanh chóng trở thành chủ đề gây sốt trên trang nhất các phương tiện truyền thông quốc tế. Trong hai cuộc chiến tranh thế giới, bà phục vụ trong các phòng phát thuốc ở bệnh viện. Tại đó, Christie tích lũy được kiến thức sâu rộng về các độc chất. Những kiến thức đó sau này đã đi vào trong các trang sách của nhiều cuốn tiểu thuyết, truyện ngắn và nhiều vở kịch khác nhau của bà. Năm 1930, bà tái hôn với nhà khảo cổ học Max Mallowan. Kể từ đó, Christine đã dành vài tháng mỗi năm tham gia các hoạt động nghiên cứu, khai quật khảo cổ ở vùng Trung Đông và dùng những kiến thức đã tích lũy từ các hoạt động đó vào quá trình sáng tác của mình.
Theo cơ sở dữ liệu Index Translationum của UNESCO, Agatha Christine hiện vẫn là nhà văn cá nhân có số lượng tác phẩm dịch ở ngôn ngữ khác nhiều nhất. Trong đó, tác phẩm Mười người da đen nhỏ của bà nằm trong danh sách những tác phẩm bán chạy nhất mọi thời đại, với xấp xỉ 100 triệu bản được bán ra. Vở kịch The Mousetrap do bà biên soạn cũng giữ kỷ lục thế giới cho vở kịch có thời gian công diễn lâu nhất trong lịch sử, ra mắt lần đầu tại rạp Ambassadors Theatre tại West End ngày 25 tháng 11 năm 1952 và vẫn tiếp tục được công diễn cho đến ngày nay. Tính đến năm 2018, vở kịch này đã có hơn 27.500 buổi diễn. Năm 2020, dưới tác động của lệnh phong tỏa do đại dịch COVID-19, việc công diễn tại Luân Đôn tạm thời phải hoãn lại cho đến năm 2021.
Vào năm 1955, Agatha Christie trở thành người đầu tiên nhận giải Grand Master của Hội nhà văn trinh thám Hoa Kỳ. Cuối năm đó, tác phẩm Witness for the Prosecution cũng đã nhận giải Edgar cho tác phẩm kịch xuất sắc nhất. Năm 2013, 600 nhà văn chuyên nghiệp thuộc Hiệp hội Nhà văn Tội phạm Anh đã bầu chọn Agatha Christie là nhà văn tội phạm xuất sắc nhất và cuốn tiểu thuyết Vụ ám sát ông Roger Ackroyd của bà cũng được xướng danh là tác phẩm viết về đề tài tội phạm xuất sắc nhất. Đến năm 2015, trong một cuộc bình chọn trên trang web đại diện của Agatha Christie, tác phẩm Mười người da đen nhỏ được bình chọn là "World's Favourite Christie" (tác phẩm của bà được yêu thích nhất). Phần lớn các tiểu thuyết và truyện ngắn của bà đều đã được chuyển thể thành phim truyền hình, truyền thanh trên radio, trò chơi điện tử và cả truyện tranh. Ngoài ra, hơn 30 tác phẩm của bà cũng được chuyển thể thành phim điện ảnh.

## Cuộc đời và sự nghiệp

### 1890–1907: Thời thơ ấu và niên thiếu

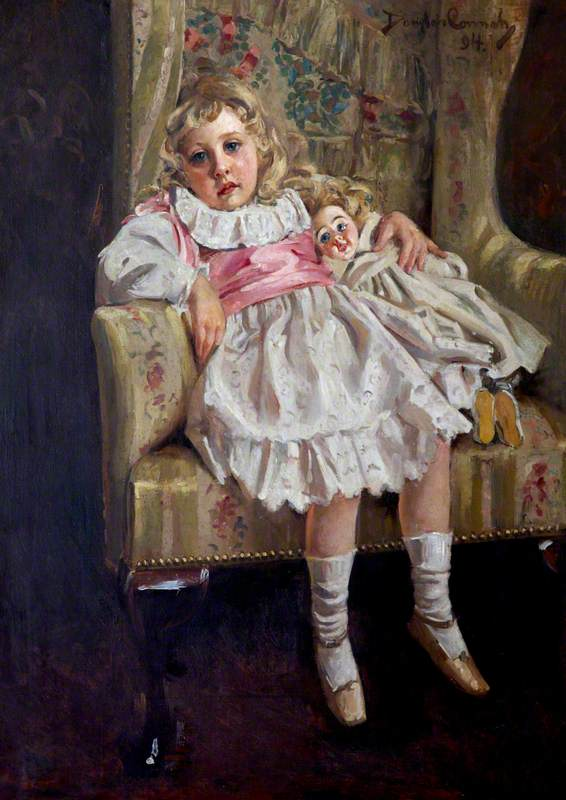
Bức tranh với tiêu đề Lost in Reverie, do Douglas John Connah vẽ vào năm 1894, mô tả chân dung của Agatha Christie.

Agatha Mary Clarissa Miller sinh ngày 15 tháng 9 năm 1890 trong một gia đình thượng trung lưu giàu có ở Torquay, Devon. Bà là con út trong gia đình có ba anh chị em. Cha của bà là Frederick Alvah Miller, "một quý ông giàu có", còn mẹ bà là Clarissa Margaret "Clara" Miller (nhũ danh Boehmer).:1–4
Clara, mẹ của Agatha Christie sinh năm 1854 tại Dublin, là con gái của sĩ quan quân đội Anh Frederick Boehmer và vợ là Mary Ann Boehmer (nhũ danh West). Frederick Boehmer qua đời ở Jersey vào năm 1863, để lại người vợ phải một mình gồng gánh nuôi các con bằng nguồn thu nhập eo hẹp.:10 Hai tuần sau cái chết của Boehmer, em gái Mary là Margaret West kết hôn với Nathaniel Frary Miller, một thương gia góa vợ người Mỹ chuyên buôn bán hàng may mặc. Để hỗ trợ tài chính cho Mary, vợ chồng Nathaniel đồng ý nhận nuôi Clara, lúc bấy giờ mới 9 tuổi. Cả gia đình quyết định đến sống ở Timperley, Cheshire. Hai người không có con chung, nhưng Nathaniel có một cậu con trai 17 tuổi tên Fred Miller, là kết quả từ cuộc hôn nhân trước đó của ông. Fred sinh ra tại New York, từng học tại một trường trung học nội trú ở Thụy Sĩ và du lịch ở nhiều nơi.:12 Năm 1878, Fred và Clara kết hôn ở Luân Đôn.:2–5 Năm 1879, đứa con đầu lòng của họ là Margaret Frary ("Madge") chào đời ở Torquay.:6 Một năm sau, đứa con thứ hai là Louis Montant ("Monty") cũng chào đời ở Morristown, New Jersey trong thời gian mà cả gia đình đang có một chuyến du lịch dài ở Mỹ.:7
Khi bố của Fred qua đời vào năm 1869, ông để lại cho vợ chồng Clara 2.000 bảng Anh (tương đương 200 nghìn bảng Anh thời giá năm 2021). Năm 1881, họ sử dụng số tiền này để thuê một căn biệt thự tại Torquay có tên là Ashfield. Tại nơi này, đứa con thứ ba và cũng là đứa con út của họ (Agatha) chào đời.:6–7 Theo Christie, những năm tháng tuổi thơ của bà "vô cùng hạnh phúc".:3 Gia đình Miller dành phần lớn thời gian sống tại Devon, nhưng Christie và gia đình cũng thường đến thăm bà ngại nuôi/bà nội kế Margaret Miller tại Ealing và bà ngoại ruột Mary Boehmer tại Bayswater.:26–31 Christie cũng dành một năm sống ở nước ngoài cùng gia đình tại các vùng Pyrénées, Paris, Dinard và Guernsey.:15, 24–25 Vì nhỏ tuổi hơn nhiều so với anh và chị trong gia đình, cũng như xung quanh nơi bà sống không có nhiều trẻ con nên Christie dành hầu hết thời gian chơi một mình với thú cưng và những người bạn tưởng tượng của mình.:9–10, 86–88 Cuối cùng thì bà cũng kết bạn với những cô gái khác ở Torquay, tham gia cùng họ trong một buổi biểu diễn dành cho thanh thiếu niên, nơi bà vào vai Đại tá anh hùng Fairfax trong vở The Yeomen of the Guard của Gilbert và Sullivan. Đó là trải nghiệm mà đối với Christie là "một trong những điểm đáng nhớ nhất trong suốt cuộc đời"  bà.:23–27

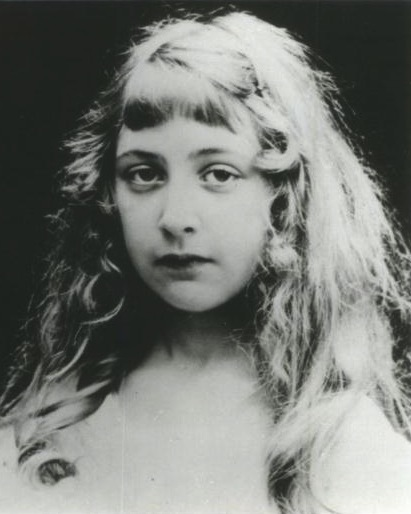
Agatha Christie những năm 1900, khi còn là một cô bé.

Theo lời Christie, mẹ bà tin rằng bà không nên học đọc trước năm 8 tuổi, nhưng vì sự tò mò của mình, bà đã biết đọc khi chỉ mới 4 tuổi.:13 Mặc dù mẹ Christie cho phép người chị gái đến học tại một trường nội trú, nhưng bà lại buộc Christie phải học tại nhà. Dưới sự giám sát của bố mẹ và chị của mình, bà đã học đọc, viết và làm các phép toán cơ bản, một môn học mà bà yêu thích. Họ cũng dạy Christie học nhạc, vì vậy mà bà đã học chơi đàn piano và đàn mandolin.:8, 20–21
Ngay từ khi còn nhỏ, Agatha Christie đã bộc lộ sở thích ham đọc sách. Những quyển sách đầu tiên mà bà đọc là những quyển sách thiếu nhi của Mrs Molesworth và Edith Nesbit. Khi lớn hơn chút nữa, bà chuyển sang đọc các trang thơ siêu thực của Edward Lear và Lewis Carroll.:18–19 Đến tuổi thiếu niên, ánh nhìn của bà hướng về các tác phẩm của Anthony Hope, Walter Scott, Charles Dickens và Alexandre Dumas.:111, 136–37 Vào tháng 4 năm 1901, khi mới 10 tuổi, Christie viết bài thơ đầu tiên của mình là "The Cow Slip".
Năm 1901, sức khỏe của cha Agatha Christie suy yếu vì một số vấn đề về tim mạch, theo suy đoán của ông.:33 Fred qua đời vào tháng 11 cùng năm vì bệnh viêm phổi và bệnh thận. Sau này, Christie cho biết rằng cái chết của cha khi bà mới 11 tuổi đã đặt dấu chấm hết do những năm tháng tuổi thơ của bà.:32–33
Vào thời điểm này, tình hình tài chính của gia đình bà bắt đầu trở nên tồi tệ hơn. Một năm sau cái chết của cha, người chị gái Madge kết hôn và chuyển đến sống cùng chồng ở Cheadle, Cheshire. Anh trai Monty thì vẫn đang ở nước ngoài, phục vụ trong một trung đoàn của quân đội Anh.:43, 49 Christie phải sống một mình với mẹ tại Ashfield. Năm 1902, bà đến học tại trường dành cho nữ sinh của cô Guyer ở Torquay. Tuy nhiên, bà cảm thấy khó khăn trong việc thích nghi với bầu không khí nghiêm khắc và kỉ luật ở đó.:139 Năm 1905, Clara gửi con gái mình đến Paris, theo học một loạt các pensionnat (trường nội trú) khác nhau ở Pháp, tập trung vào việc rèn luyện giọng hát và chơi đàn piano. Sau khi nhận thấy bản thân không có tố chất và tài năng để trở thành một nghệ sĩ piano hoặc một ca sĩ opera, Christie quyết định từ bỏ con đường đó.:59–61

### 1907–1926: Những nỗ lực ban đầu, kết hôn và thành công trong lĩnh vực văn học
Sau khi hoàn thành việc học, Agatha Christie quay về Anh. Bà phát hiện mẹ mình đang gặp vấn đề về sức khỏe. Vì vậy, mùa đông 1907–1908, bà và mẹ quyết định đến sống tại vùng khí hậu ấm áp tại Ai Cập. Lúc bấy giờ, đây là điểm đến ưa thích của những người Anh giàu có.:155–57 Mẹ con Christie dành ba tháng sống tại khách sạn Gezirah Palace ở Cairo. Tại đây, Christie tham gia vào nhiều buổi nhảy múa và các hoạt động xã hội khác. Bà đặc biệt ưa thích đến xem các trận đấu polo của các vận động viên nghiệp dư. Mặc dù Christie đã đến thăm một số di tích cổ đại của Ai Cập như Đại Kim tự tháp Giza, nhưng mãi đến nhiều năm sau, bà mới thể hiện sự quan tâm lớn đến lĩnh vực khảo cổ học và Ai Cập học.:40–41 Sau khi trở về Anh, bà tiếp tục tham gia các hoạt động xã hội, sáng tác và tham gia biểu diễn trong một vài vở kịch không chuyên. Cùng với những người bạn nữ của mình, bà cũng tham gia tổ chức vở kịch có tên là The Blue Beard of Unhappiness.:45–47

Năm Christie tròn 18, bà sáng tác truyện ngắn đầu tay mang tên "The House of Beauty". Bà viết tác phẩm này trong quá trình điều trị hồi phục sau một căn bệnh. Nội dung tác phẩm chứa đựng khoảng 6.000 từ về "sự rồ dại và những giấc mơ", những đề tài mà Christie vốn rất say mê. Nhận xét về tác phẩm, nhà tiểu sử học Janet Morgan cho rằng bất chấp những "khuyết thiếu trong phong cách [sáng tác]", đây vẫn là một tác phẩm "hấp dẫn".:48–49 Tác phẩm này sau này đã trở thành một phần của một tác phẩm đầy đủ hơn với tên "The House of Dreams". Christie tiếp tục sáng tác một số tác phẩm khác. Hầu hết các tác phẩm này đều thể hiện sự quan tâm của bà đối với thế giới tâm linh và những điều dị thường. Trong số này có thể kể đến "The Call of Wings" và "The Little Lonely God". Christie đã gửi các bản thảo ban đầu của mình đến nhiều tạp chí khác nhau, dưới một vài bút danh như Mac Miller, Nathaniel Miller hay Sydney West, nhưng tất cả đều bị từ chối. Mặc dù vậy, sau này, nhiều bản thảo của bà đã được tái xét duyệt và phát hành bằng nhiều tiêu đề mới dưới tên thật của bà.:49–50

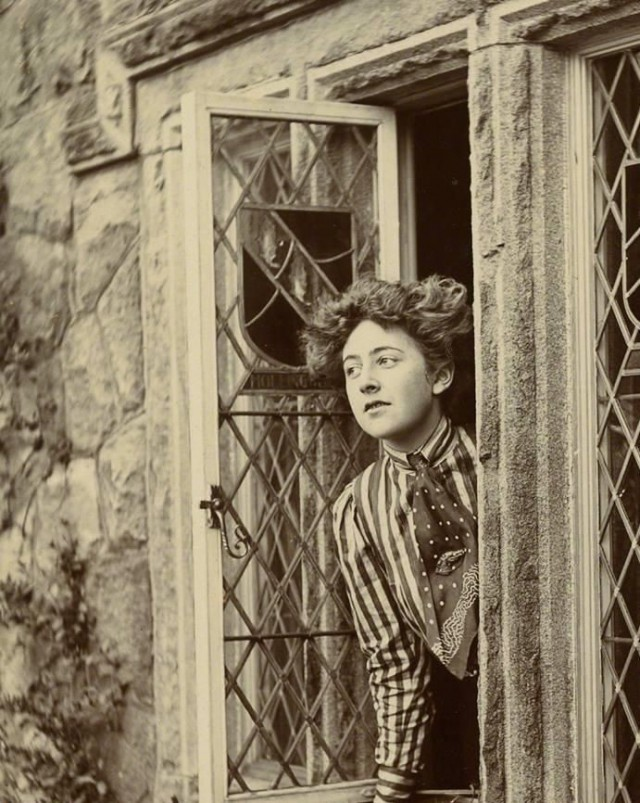
Christie những năm 1910, khi còn là một cô gái trẻ.

Cũng trong thời gian này, dưới bút danh Monosyllaba, Agatha Christie bắt tay vào sáng tác cuốn tiểu thuyết đầu tay mang tên Snow Upon the Desert. Tác phẩm lấy bối cảnh ở Cairo, chủ yếu dựa trên những trải nghiệm của bà trong thời gian sống ở đó. Tuy nhiên, bà đã trở nên thất vọng sau khi tác phẩm của mình bị sáu nhà xuất bản từ chối.:50–51 Nhận thấy điều đó, Clara đã đề nghị con gái mình nên tham khảo ý kiến từ Eden Phillpotts, một nhà văn thành công và cũng vừa là bạn, vừa là hàng xóm của gia đình. Đáp lại yêu cầu đó, Phillpotts đã khuyến khích Christie viết lách, đồng thời giới thiệu cô đến với đại lý văn chương của mình là Hughes Massie. Mặc dù từng từ chối tác phẩm Snow Upon the Desert, nhưng Masie đã đề xuất cho bà viết cuốn tiểu thuyết thứ hai.:51–52
Trong lúc đó, Christie tích cực tham gia nhiều hơn vào các hoạt động xã hội. Bà tham gia vào các buổi tiệc tùng tại các ngôi nhà ở vùng quê, cưỡi ngựa, săn bắn, khiêu vũ và trượt patanh.:165–66 Bà có mối quan hệ chóng vánh với bốn người đàn ông khác nhau và từng hứa hôn với một người đàn ông khác.:64–67 Tháng 10 năm 1912, bà gặp gỡ Archibald "Archie" Christie tại một buổi khiêu vũ do vợ chồng Nam tước Clifford tổ chức ở Ugbrooke, cách Torquay khoảng 12 dặm (19 km). Archie là con trai của một luật sư phục vụ trong Cơ quan Dân sự Ấn Độ. Ngoài ra, ông cũng là một sĩ quan pháo binh của Hoàng gia Anh và từng được cắt cử đến Quân đoàn Không lực Hoàng gia Anh vào tháng 4 năm 1913. Cả hai người nhanh chóng yêu nhau. Sau ba tháng kể từ cuộc gặp gỡ đầu tiên, Archie ngỏ lời cầu hôn và nhận được cái gật đầu đồng ý từ Agatha.:54–63

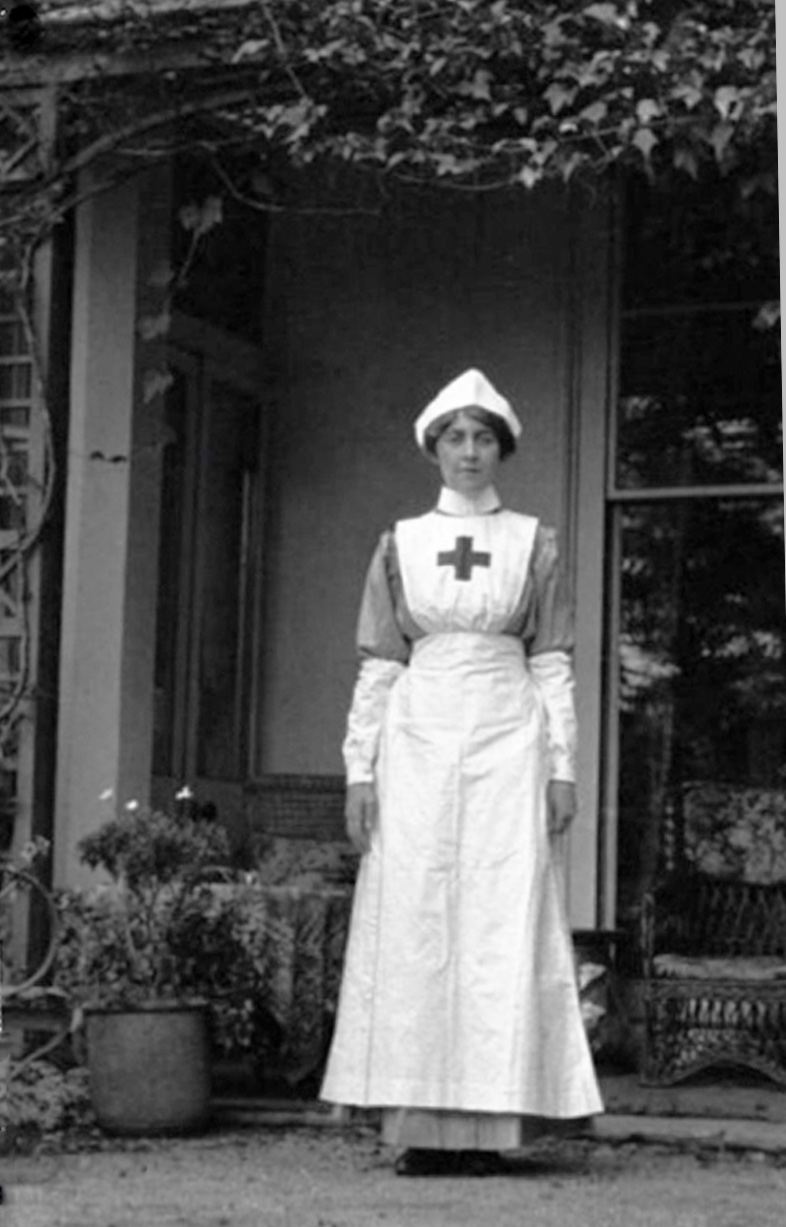
Ảnh chụp Christie vào năm 1915, tại căn nhà thời thơ ấu của bà ở Ashfield, thời điểm bà đang là một y tá của Đội Cứu trợ tình nguyện Hội Chữ thập đỏ Anh Quốc.

Sau khi chiến tranh thế giới thứ nhất bùng nổ, tháng 8 năm 1914, Archie đến chiến đấu ở Pháp. Dịp Giáng sinh năm đó, Archie được phép về nhà. Cả hai cử hành hôn lễ tại Nhà nguyện Thánh Emmanuel, Clifton, Bristol, gần nhà bố mẹ Archie, vào đúng đêm vọng Lễ Giáng sinh. Trong thời gian chiến tranh, Archie nhiều lần được thăng quân hàm và trở về Anh vào tháng 9 năm 1918 với tư cách là Đại tá Bộ Không quân Anh. Trong khi đó, Agatha tham gia vào chiến trường với vai trò thành viên của Đội Cứu trợ tình nguyện của Hội Chữ thập đỏ Anh Quốc. Từ tháng 10 năm 1914 đến tháng 5 năm 1915, rồi sau đó là từ tháng 6 năm 1916 đến tháng 9 năm 1918, bà đã dành tổng cộng 3.000 giờ làm việc tại Bệnh viện Chữ thập đỏ Torquay. Ban đầu, bà làm việc như một y tá không lương. Đến năm 1917, sau khi đủ tiêu chuẩn trở thành trợ lý cấp phát thuốc, bà trở thành nhân viên phát thuốc tại bệnh viện với mức lương 16 bảng Anh/năm.:69 Tháng 9 năm 1918, bà dừng phục vụ trong cuộc chiến sau khi Archie quay trở lại Luân Đôn. Họ thuê một căn hộ ở St. John's Wood và sống ở đó.:73–74
Từ lâu, Agatha Christie đã là một fan hâm mộ của thể loại tiểu thuyết trinh thám. Bà thích đọc The Woman in White và The Moonstone của Wilkie Collins cũng như các tác phẩm đầu tiên trong bộ truyện Sherlock Holmes của văn hào Arthur Conan Doyle. Năm 1916, Christie sáng tác cuốn tiểu thuyết trinh thám đầu tay mang tên Vụ án bí ẩn ở Styles, kể về nhân vật Hercule Poirot, một cựu sĩ quan cảnh sát người Bỉ với "bộ ria mép rất cừ" và một cái đầu "giống hệt như hình quả trứng",:13 sống lưu vong ở Anh sau khi Đức xâm lược Bỉ. Đây là nhân vật mà Christie lấy cảm hứng từ chính những người tị nạn Bỉ sống tại Torquay và các binh sĩ Bỉ mà bà giúp đỡ trong thời gian làm y tá tình nguyện trong chiến tranh thế giới thứ nhất.:75–79:17–18 Không may, hai nhà xuất bản là Hodder & Stoughton và Methuen đã từ chối bản thảo của bà. Sau khi giữ bản thảo trong vài tháng, John Lane từ nhà xuất bản The Bodley Head hứa hẹn sẽ chấp nhận xuất bản, với điều kiện Christie phải thay đổi cách mà những bí ẩn trong cuốn tiểu thuyết được làm sáng tỏ. Bà chấp thuận với đề nghị này, đồng thời ký một bản hợp đồng với điều khoản cho phép nhà xuất bản này chịu trách nhiệm phát hành năm quyển tiểu thuyết tiếp theo. Tuy nhiên sau này, Christie cảm thấy dường như bà đã bị lợi dụng.:79, 81–82 Tác phẩm Vụ án bí ẩn ở Styles ra mắt độc giả năm 1920.

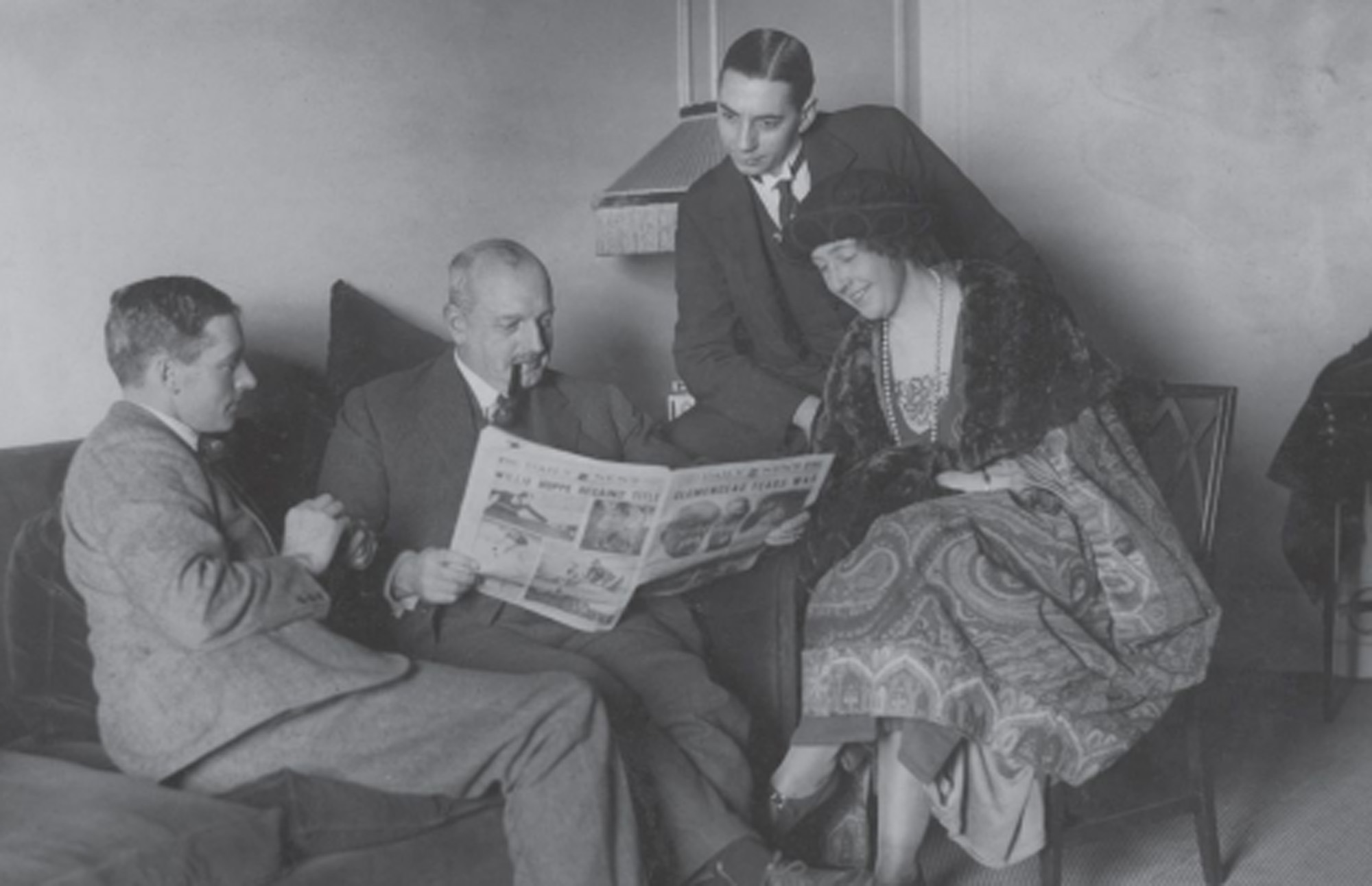
Từ trái sang phải: Archie Christie, Ernest Belcher (người dẫn đoàn), thư ký Bates và Agatha Christie trong tour du lịch thám hiểm Đế quốc Anh năm 1922

Tháng 8 năm 1919, tại Ashfield, Christie hạ sinh đứa con đầu lòng và cũng là đứa con duy nhất của bà, Rosalind Margaret Clarissa (sau khi kết hôn đổi họ thành Hicks).:79:340, 349, 422 Khi chiến tranh kết thúc, Archie rời lực lượng không quân và chuyển sang làm việc trong lĩnh vực tài chính tại Thành phố Luân Đôn với đồng lương ít ỏi. Bên cạnh đó, họ cũng thuê một người giúp việc cho gia đình.:80–81 Năm 1922, The Bodley Head cho phát hành cuốn tiểu thuyết thứ hai của Christie mang tên Địch thủ bí mật. Nhân vật chính lần này là bộ đôi thám tử Tommy và Tuppence. Bà đã nhận được 50 bảng Anh tiền nhuận bút cho tác phẩm này. Sau cuốn tiểu thuyết thứ hai, cuốn tiểu thuyết thứ ba Vụ giết người trên sân gôn ra đời, tiếp tục theo chân nhân vật thám tử Poirot. Ngoài tiểu thuyết Vụ giết người trên sân gôn, kể từ năm 1923, bà cũng viết nhiều truyện ngắn khác có sự xuất hiện của nhân vật thám tử Poirot cho tạp chí The Sketch, dưới sự yêu cầu từ biên tập viên Bruce Ingram.:83 Kể từ thời điểm đó, việc Christie bán các tác phẩm của mình đã trở nên thuận lợi hơn.:33
Năm 1922, gia đình Christie tham gia vào một chuyến du lịch vòng quanh thế giới, với mục đích quảng bá cho Triển lãm Đế quốc Anh. Chuyến du lịch do Thiếu tá Ernest Belcher dẫn đầu. Sau khi để lại đứa con gái cho mẹ và chị gái chăm sóc, Agatha cùng chồng chu du trong 10 tháng qua nhiều vùng đất khác nhau như Nam Phi, Úc, New Zealand, Hawaii và Canada.:86–103 Ở Nam Phi, họ học lướt sóng bằng cách nằm sấp, nhưng khi đến Waikiki, họ đã có thể vừa đứng vừa lướt sóng, qua đó trở thành những người Anh đầu tiên có thể làm được điều này. Vì vậy họ quyết định dành thêm ba tháng tiếp theo ở đó để học lướt sóng. Bảo tàng Lướt sóng Anh Quốc đã ghi lại cảm nhận của bà khi nhắc đến bộ môn này như sau: "Ôi đúng là thiên đường! Không có gì tuyệt vời hơn việc lao vút qua dòng nước như thể [bạn đang di chuyển] với vận tốc hai trăm dặm một giờ. Đó là một trong những thú vui thể chất tuyệt vời nhất mà tôi từng biết."
Khi quay trở về Anh, Archie tiếp tục công việc của mình trong thành phố, còn Christie chăm chỉ sáng tác. Sau một thời gian sống trong nhiều căn hộ khác nhau ở Luân Đôn, cuối cùng đôi vợ chồng cũng có thể mua một căn nhà ở Sunningdale, Berkshire. Họ quyết định đổi tên căn nhà thành "Styles", theo tên của căn biệt thự trong tiểu thuyết đầu tiên của Christie.:124–25:154–55
Tháng 4 năm 1926, mẹ của Christie, Clarissa Miller qua đời. Nỗi mất mát quá lớn khiến Christie rơi vào trầm cảm nặng, vì cả hai từng vô cùng thân thiết.:168–72 Đến tháng 8 cùng năm, báo chí loan tin Christie đã chuyển đến một ngôi làng gần Biarritz để phục hồi sau "cơn suy sụp" gây ra bởi "làm việc quá sức".

### 1926: Mất tích

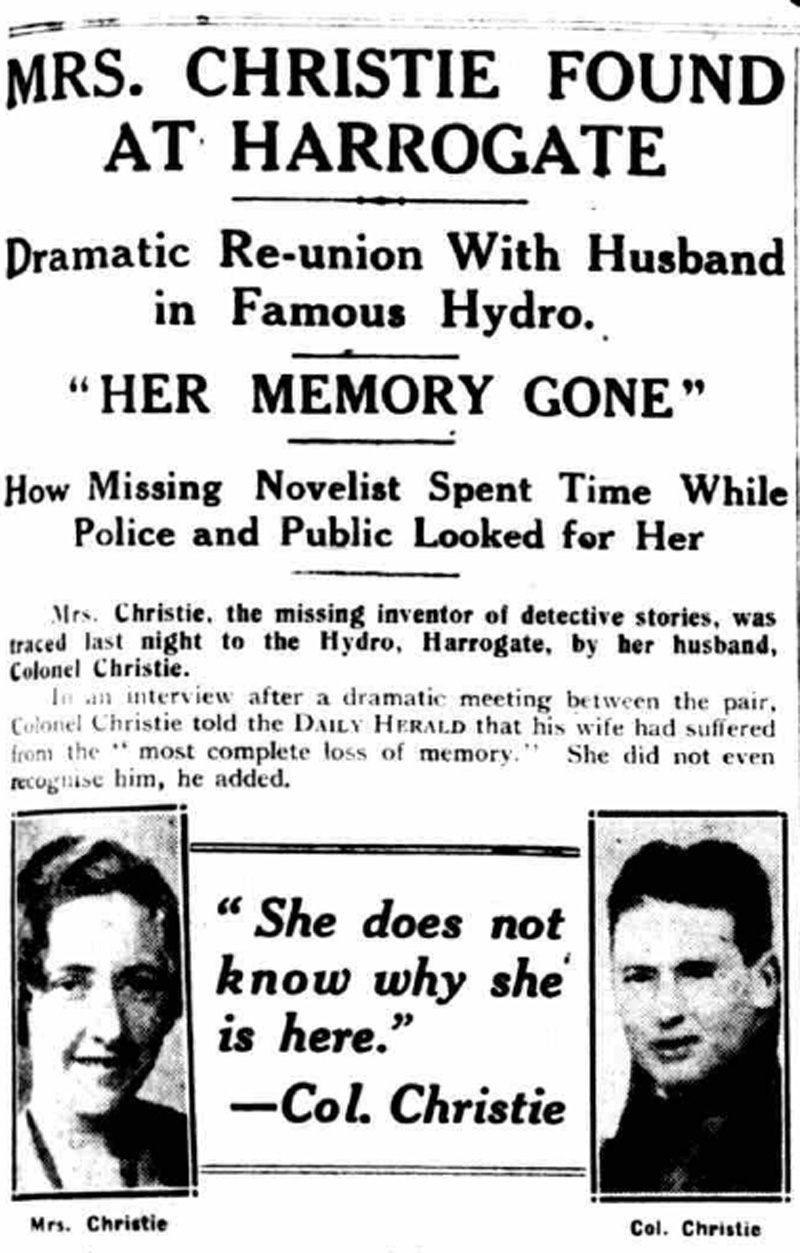
Ảnh chụp một trang của tờ báo Daily Herald phát hành ngày 15 tháng 12 năm 1926, đưa tin về việc Christie đã được tìm thấy. Sau khi mất tích 11 ngày, người ta đã tìm thấy bà ở khách sạn Swan Hydropathic, Harrogate, Yorkshire.

Tháng 8 năm 1926, Archie đòi ly hôn với Agatha sau khi có tình cảm với Nancy Neele, một người bạn của Đại tá Belcher.:173–74 Vào ngày 3 tháng 12 năm 1926, cặp đôi cãi nhau sau khi Archie thông báo sẽ dành cuối tuần cùng bạn bè mà không đưa vợ đi cùng. Tối muộn ngày hôm đó, Christie biến mất khỏi ngôi nhà ở Sunningdale. Sáng hôm sau, người ta phát hiện chiếc xe hơi hiệu Morris Cowley của bà đậu trên một mỏ đá vôi ở Newlands Corner, Surrey, bên trong là giấy phép lái xe hết hạn và một vài bộ quần áo. Người ta lo sợ rằng bà có thể đã trầm mình xuống hồ Silent Pool, một địa điểm tham quan gần đó.
Vụ mất tích nhanh chóng trở thành câu chuyện nổi bật trên khắp các mặt báo. Báo chí như vớ được vàng, nhanh chóng tìm cách làm hài lòng những độc giả vốn đang "thèm khát những tin giật gân, tin về thảm họa và các vụ bê bối".:224 Bộ trưởng Bộ Nội vụ Anh William Joynson-Hicks gây áp lực lên cảnh sát, trong khi một tòa soạn báo đã treo thưởng lên đến 100 bảng Anh (tương đương 6.400 bảng thời giá 2021) cho ai tìm được Christie. Hơn 1.000 cảnh sát, 15.000 tình nguyện viên cùng một vài máy bay đã tham gia lùng sục khắp một vùng nông thôn rộng lớn. Nhà văn Arthur Conan Doyle đã đưa một trong những chiếc găng tay của Christie cho một thầy đồng nhờ người này tìm kiếm bà. Sự mất tích của Christie cũng trở thành tiêu điểm trên các phương tiện truyền thông quốc tế, bao gồm việc xuất hiện trên trang nhất của tờ The New York Times. Phải đến 10 ngày sau đó thì Christie mới được tìm thấy, mặc cho nhiều nỗ lực tìm kiếm quy mô lớn. Sau này, người ta mới biết, vào ngày 4 tháng 12, một ngày sau khi Christie mất tích, bà đã đến Luân Đôn uống trà và ghé thăm cửa hàng bách hóa Harrods, để rồi chiêm ngưỡng cảnh trang trí Giáng Sinh ở đó. Ngày 14 tháng 12 năm 1926, người ta phát hiện Christie đang đăng ký nhận phòng ở khách sạn Swan Hydropathic, Harrogate, Yorkshire, cách Sunningdale 184 dặm (296 km) về phía bắc. Bà đăng ký với tên "Mrs Tressa Neele", quê quán ở "Capetown [sic] S.A." (Nam Phi). Trong đó, Neele là họ của người phụ nữ mà chồng bà đang ngoại tình. Ngày hôm sau, Christie rời khách sạn và đến tá túc tại nhà chị gái ở Abney Hall, Cheadle, nơi bà sống cô lập "trong một căn phòng được bảo vệ nghiêm ngặt, cổng đóng kín, mọi liên lạc bị cắt đứt và bất cứ bất cứ ai đến thăm đều bị từ chối".
Trong cuốn tự truyện của mình, Christie không hề đề cập gì đến vụ mất tích bí ẩn đó. Hai bác sĩ khám bệnh cho Christie đã chẩn đoán bà "thực sự mất trí nhớ hoàn toàn", thế nhưng nguyên nhân đằng sau sự biến mất này vẫn còn là chủ đề gây tranh cãi. Một vài ý kiến, bao gồm nhà viết tiểu sử Morgan thì tin rằng bà mất tích trong trạng thái quên phân ly.:154–59 Trong khi đó, tác giả Jared Cade thì lại có quan điểm rằng Christie đã cố tình lên kế hoạch này nhằm mục đích khiến chồng xấu hổ nhưng không lường trước được phản ứng quá cường điệu từ công chúng.:121 Còn nhà viết tiểu sử Laura Thompson thì có cái nhìn khác hơn, cho rằng Christie biến mất trong tình trạng suy nhược thần kinh, nên tuy bà nhận thức được hành động của mình nhưng lại không thể kiềm chế được cảm xúc.:220–21 Phản ứng của công chúng lúc bấy giờ phần lớn là tiêu cực. Họ nghi ngờ rằng đây chỉ là chiêu trò quảng bá bản thân của bà hoặc nhằm mục đích sâu xa hơn là gán ghép cho chồng tội mưu sát.

### 1927–1976: Tái hôn và những năm tháng cuối đời

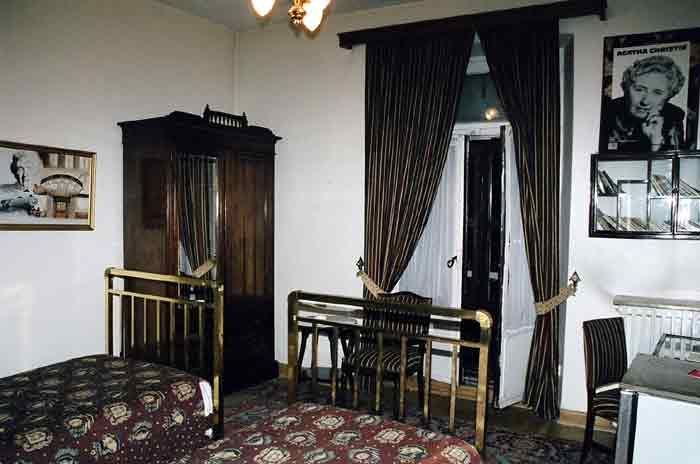
Căn phòng Christie từng ở tại khách sạn Pera Palace, Istanbul, nơi mà nhân viên khách sạn một mực khẳng định rằng bà đã sáng tác cuốn tiểu thuyết Án mạng trên chuyến tàu tốc hành Phương Đông

Tháng 1 năm 1927, Christie trong bộ dạng "vô cùng tiều tụy", đã lên thuyền cùng con gái và thư ký riêng của mình đến Las Palmas, Quần đảo Canaria để "hoàn thành quá trình dưỡng bệnh" và quay trở về sau ba tháng. Christie đệ đơn li hôn và nhận được sự chấp thuận tạm thời từ tòa án vào tháng 4 năm 1928. Quyết định ly hôn chính thức có hiệu lực vào tháng 10 cùng năm. Một tuần sau, Archie chính thức kết hôn với nhân tình Nancy Neele. Christie duy trì quyền nuôi con gái và giữ lại họ chồng cũ là Christie cho mục đích sáng tác sau này.:21 Trong cuốn hồi ký của mình, khi nhớ về giai đoạn đó, Christie tâm sự: "Vậy là, sau cơn đau ốm, thứ còn lại chỉ là nỗi buồn, tuyệt vọng và cảm giác đổ vỡ. Không cần phải nhắc thêm gì về nó nữa.":340
Năm 1928, Christie rời nước Anh, rong ruổi trên chuyến tàu tốc hành Phương Đông qua Istanbul rồi sau đó đến Baghdad.:169–70 Tại mảnh đất Iraq, bà làm bạn với vợ chồng nhà khảo cổ học Leonard Woolley. Đến tháng 2 năm 1930, họ mời Christie quay trở lại địa điểm nơi mà họ thực hiện khai quật.:376–77 Trong chuyến đi thứ hai này, bà gặp gỡ nhà khảo cổ học Max Mallowan, người kém bà 13 tuổi.:284 Trong một cuộc phỏng vấn vào năm 1977, Mallowan có dịp thuật lại chi tiết về lần gặp gỡ đầu tiên của mình với Christie, khi ông dẫn bà cùng một nhóm khách du lịch khác tham quan địa điểm khai quật của mình ở Iraq. Christie tái hôn với Mallowan tại Edinburgh vào tháng 9 năm 1930:295–96 và ông trở thành người bạn đời cuối cùng của Christie cho đến khi bà qua đời vào năm 1976.:413–14 Việc thường xuyên tham gia cùng Mallowan trong các cuộc thám hiểm khảo cổ đã góp phần giúp Christie có được nguồn cảm hứng, khơi mào cho một số tác phẩm lấy bối cảnh ở vùng Trung Đông, mặc dù một số tiểu thuyết khác (chẳng hạn như Hiểm họa ở Nhà Kết) lại lấy bối cảnh xung quanh vùng Torquay nơi bà lớn lên.:95 Ngoài ra, nhờ những trải nghiệm có được trên chuyến tàu xuyên quốc tế, Christie đã có thêm tư liệu để tạo ra tác phẩm Án mạng trên chuyến tàu tốc hành Phương Đông.:201 Tại khách sạn Pera Palace ở Istanbul, Thổ Nhĩ Kỳ ngày nay, điểm cuối của chuyến tàu tốc hành Phương Đông, một căn phòng được cho là nơi Christie từng ở trong thời gian sáng tác cuốn tiểu thuyết đã trở thành một nơi tưởng niệm dành cho nữ tác giả.

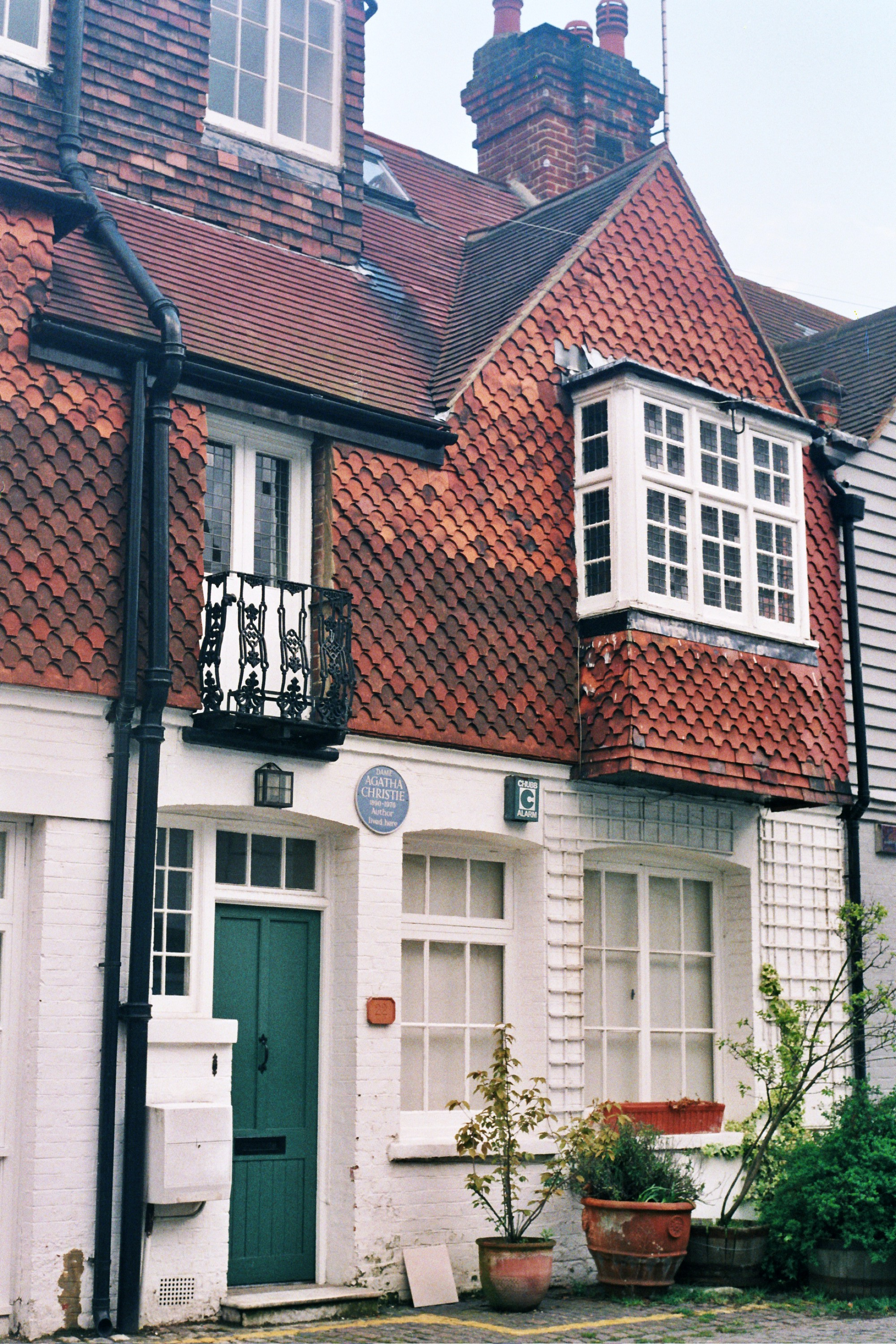
Cresswell Place, Chelsea

Thời gian đầu, Christie và Mallowan sống tại Cresswell Place, Chelsea, sau đó chuyển đến Sheffield Terrace, Holland Park, Kensington. Hiện cả hai ngôi nhà này đều được đánh dấu bằng một tấm biển màu xanh lam, thể hiện rằng đó là những địa điểm lịch sử. Năm 1934, hai vợ chồng mua căn nhà Winterbrook House ở Winterbrook (một ngôi làng nhỏ gần Wallingford). Đây là nơi cư trú cuối cùng của họ suốt quãng đời còn lại và cũng là nơi mà Christie sáng tác phần lớn tác phẩm của mình.:365 Căn nhà này về sau cũng trở thành một địa điểm lịch sử. Mặc dù nổi tiếng ở Wallingford, Christie vẫn chọn sống một đời bình lặng. Từ năm 1951 đến năm 1976, bà giữ chức chủ tịch của một tổ chức kịch nghệ nghiệp dư trong khu vực.
Năm 1938, vợ chồng Christie mua khu đất Greenway Estate ở Devon làm nơi nghỉ dưỡng vào mùa hè.:310 Đến năm 2000, khu đất này được bàn giao lại cho tổ chức National Trust. Christie cũng thường xuyên đến ở tại Abney Hall, Cheshire, thuộc sở hữu của anh rể bà là James Watts. Bà đã lấy cảm hứng từ nơi này để xây dựng nên ít nhất hai tác phẩm, bao gồm một truyện ngắn "The Adventure of the Christmas Pudding", nằm trong tập truyện ngắn cùng tên và một tiểu thuyết mang tên Sau tang lễ.:126:43 Trong một bản tóm tắt viết về Christie, có đoạn: "Abney trở thành nguồn cảm hứng lớn nhất của Agatha về những ngày tháng sống ở căn nhà vùng quê, khi tất cả những [chi tiết về] người hầu và vẻ nguy nga của nó được đan cài vào trong các tình tiết của cốt truyện. Mô tả của bà về những căn nhà hư cấu Chimneys, Stonygates cùng những căn nhà khác trong tác phẩm hầu hết chỉ là hình ảnh của Abney Hall dưới nhiều mô thức khác nhau."

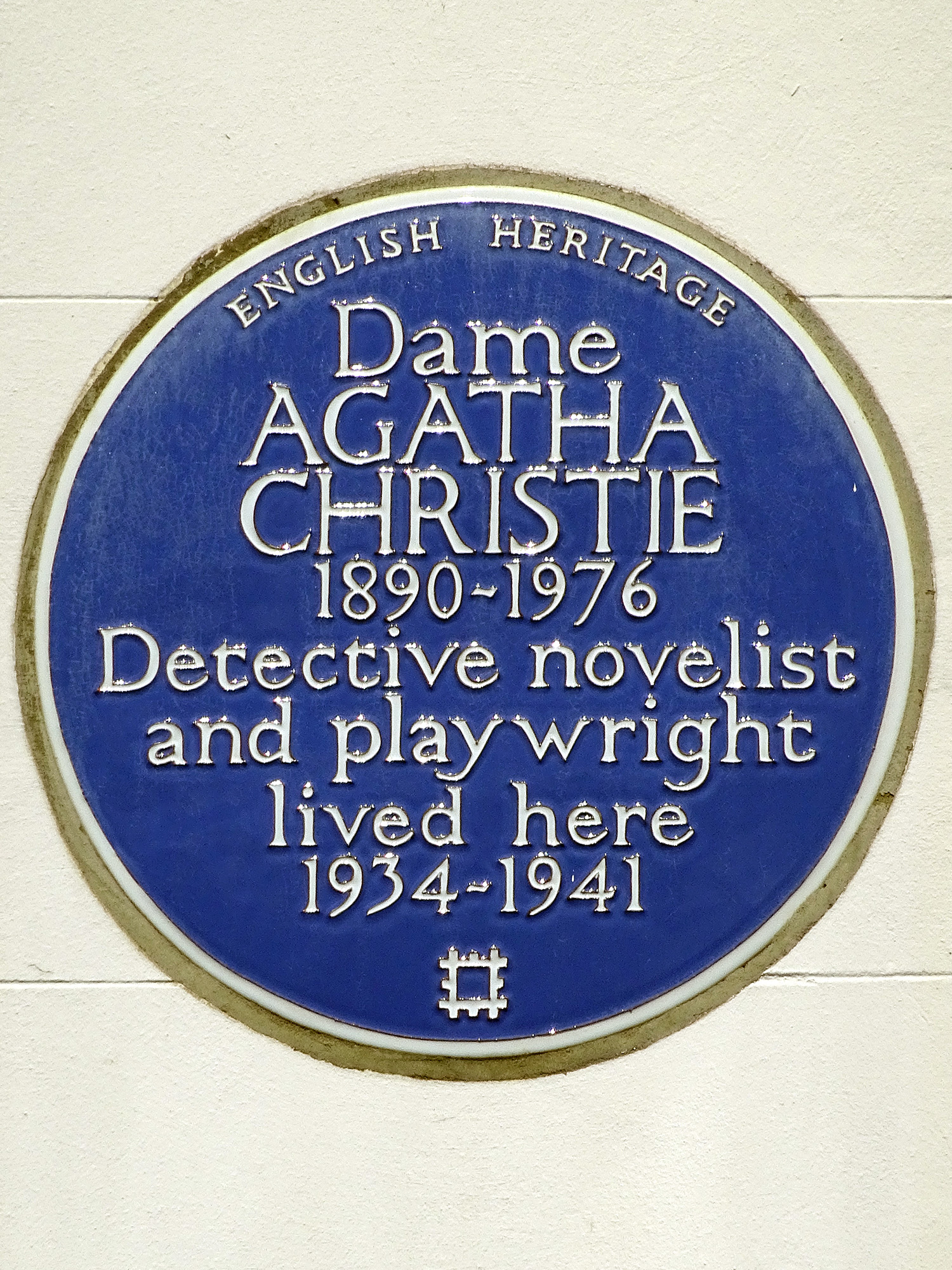
Tấm bảng màu xanh lam đặt tại căn nhà số 58, Sheffield Terrace, Holland Park, Luân Đôn

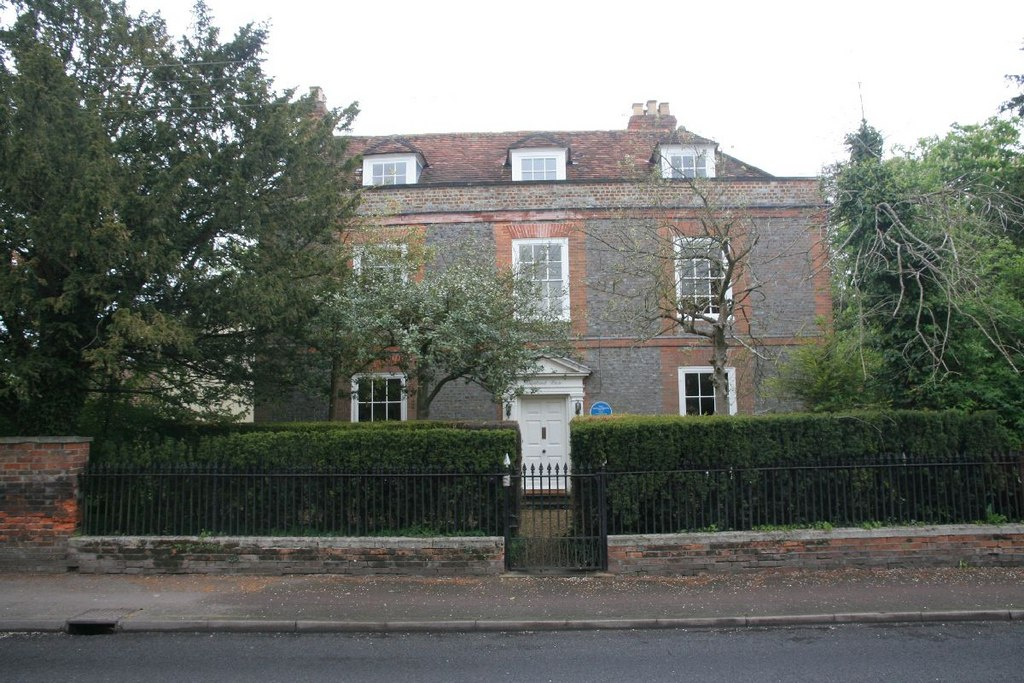
Căn nhà Winterbrook House, tọa lạc ở Winterbrook, Oxfordshire, căn nhà cuối cùng mà vợ chồng Christie sinh sống từ năm 1934 đến khi bà qua đời vào năm 1976.

Trong chiến tranh thế giới thứ hai, Christie chuyển đến Luân Đôn và sống trong một căn hộ ở Isokon, Hampstead. Bà làm việc tại khoa dược của bệnh viện University College Luân Đôn. Tại đây, bà có thêm nhiều hiểu biết hơn về các chất độc. Bà đã viết cuốn tiểu thuyết Tình yêu phù thủy dựa trên gợi ý của dược sĩ trưởng Harold Davis. Năm 1977, một nhóm các nhân viên y tế Anh đã xử lý thành công một vụ ngộ độc thali sau khi đọc tiểu thuyết của Christie và nhận ra những triệu chứng tương đồng mà bà mô tả.
Cũng trong thời gian diễn ra cuộc chiến, cơ quan tình báo Anh MI5 đã mở một cuộc điều tra nhằm vào Agatha Christie sau khi một nhân vật tên Thiếu tá Bletchley xuất hiện trong tiểu thuyết Người đàn bà hoang dã xuất bản năm 1941. Tác phẩm xoay quanh cuộc truy lùng bộ đôi điệp viên phản cách mạng nguy hiểm ở nước Anh trong cuộc chiến. MI5 lo ngại rằng có ai đó thuộc Bletchley Park, trung tâm giải mã tối mật của Anh Quốc đã tuồn tin tức ra cho bà. Tuy nhiên, nỗi lo lắng nhanh chóng lắng xuống khi Christie giải thích với bạn của mình, nhà giải mã Dilly Knox rằng: "Tôi bị kẹt ở nơi đó trên chuyến tàu từ Oxford đến London vì vậy tôi quyết định trả thù bằng cách dùng cái tên đó đặt cho một trong những nhân vật ít thiện cảm nhất của mình."
Năm 1950, Christie được bầu làm thành viên của Hội Văn học Hoàng gia Anh.:23 Trong lễ vinh danh công dân nhân dịp đầu năm mới 1956, Christie vinh dự nhận tước hiệu Chỉ huy Đế quốc Anh (CBE). Từ năm 1958 cho đến khi qua đời vào năm 1976, bà là đồng chủ tịch của Câu lạc bộ Truyện trinh thám Anh.:93 Đến năm 1961, trường Đại học Exeter trao tặng cho bà bằng Tiến sĩ Văn học danh dự.:23 Nhân dịp vinh danh công dân đầu năm mới năm 1971, Nữ vương Elizabeth II đã trao tặng cho Christie tước Quý bà Đế quốc Anh (DBE), ba năm sau khi chồng bà được phong tước hiệp sĩ vì những đóng góp của ông trong lĩnh vực khảo cổ học. Sau khi chồng trở thành hiệp sĩ, Christie còn được xưng hô là Lady Mallowan (Quý bà Mallowan).:343
Từ năm 1971 đến năm 1974, sức khỏe của Christie bắt đầu sa sút, nhưng bà vẫn kiên trì sáng tác. Tiểu thuyết Cánh cửa định mệnh xuất bản năm 1973 cũng chính là cuốn tiểu thuyết cuối cùng của bà.:368–72:477 Các phân tích về nội dung văn bản mà bà sáng tác cho thấy Christie có thể đã bắt đầu mắc bệnh Alzheimer hoặc các dạng suy giảm trí nhớ khác trong khoảng thời gian này.

### Tính cách cá nhân

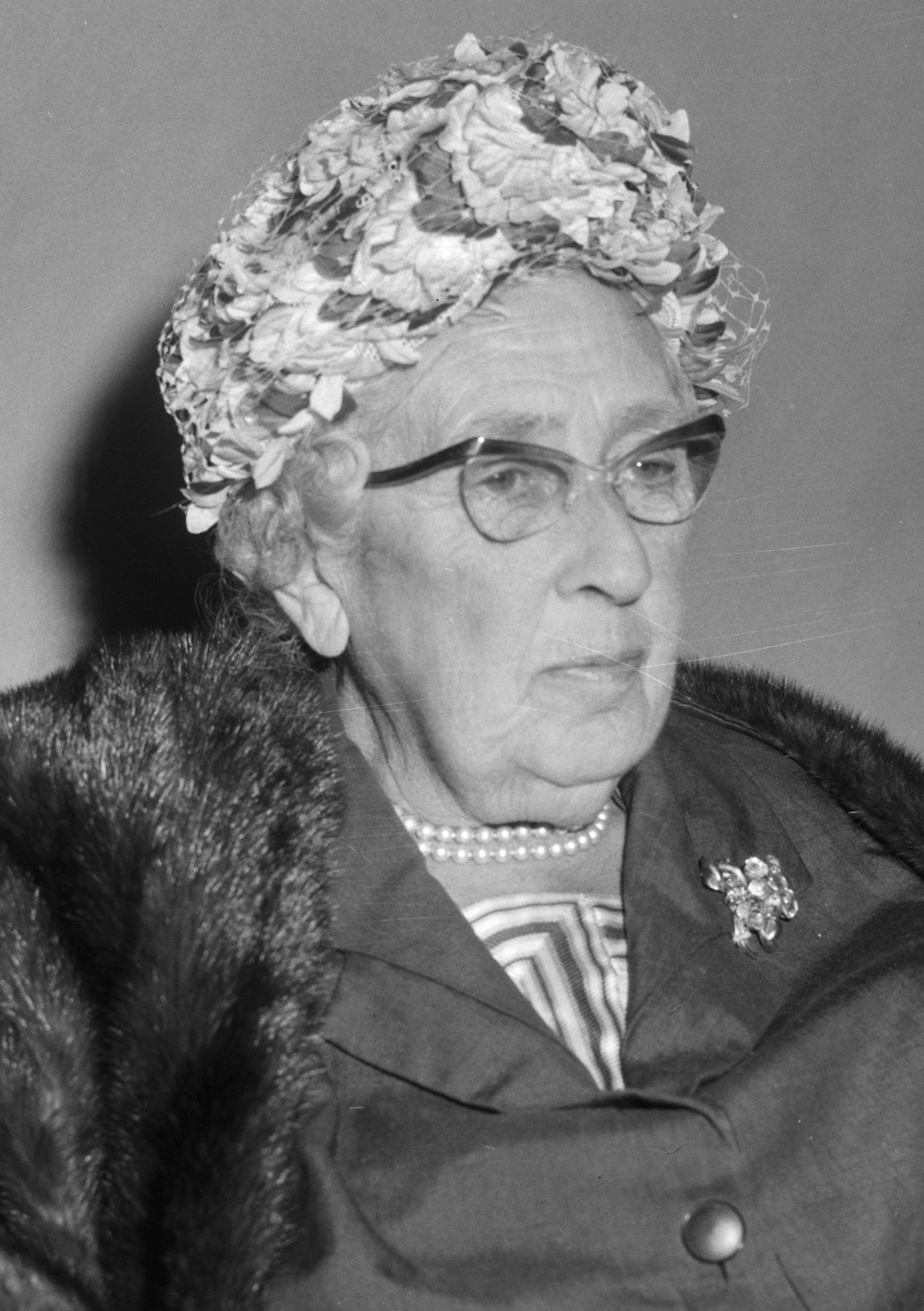
Christie tại Sân bay Schiphol, ngày 17 tháng 9 năm 1964

Năm 1946, Christie từng mô tả về bản thân như sau: "Điều khiến tôi khó chịu nhất là đám đông, tiếng ồn ầm ĩ, máy hát đĩa và rạp chiếu phim. Tôi không thích mùi rượu và không hút thuốc. Trái lại, tôi thích ánh nắng, đại dương, hoa cỏ, du lịch, ẩm thực mới lạ, thể thao, hòa nhạc, sân khấu, piano và thêu thùa."
Christie là một thành viên "mộ đạo nhưng kín tiếng":183 của Giáo hội Anh trong suốt cuộc đời. Bà thường xuyên đến nhà thờ tham dự thánh lễ, đồng thời giữ khư khư bên mình cuốn sách The Imitation of Christ mà mẹ bà để lại.:30, 290 Sau khi ly hôn, bà không còn tham gia vào các buổi rước lễ thánh lễ nữa.:263
Năm 1969, bà thành lập quỹ trẻ em mang tên The Agatha Christie Trust For Children. Ngay sau khi Christie qua đời, một quỹ từ thiện tưởng nhớ bà cũng được thành lập với mục đích "hỗ trợ hai nhóm đối tượng mà bà yêu mến: người già và trẻ em".
Lời cáo phó của Christie viết trên tờ The Times có đoạn: "Bà không mấy mặn mà với điện ảnh, đài không dây hay truyền hình." Ngoài ra,
Quý bà Agatha có thú vui riêng là làm vườn – bà từng giành nhiều giải thưởng địa phương về nghề làm vườn – cũng như mua sắm nội thất cho vô số các căn nhà của mình. Bà là một người sống nội tâm, không thích xuất hiện trước công chúng, nhưng khi tiếp xúc với mọi người thì lại giữ thái độ thân thiện và sắc sảo. Bà có khuynh hướng sống như một người Anh thuộc tầng lớp thượng trung lưu và về bản chất thì bà cũng là một người thuộc tầng lớp thượng trung lưu. Các sáng tác của bà dành cho những người giống mình. Đó là một đặc điểm cốt yếu trong nét quyến rũ của bà.

## Qua đời và tài sản

### Qua đời

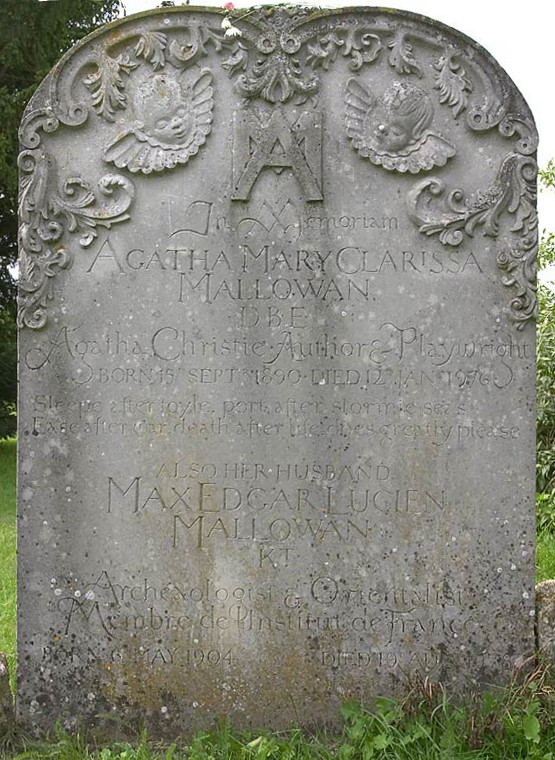
Phần mộ của Agatha Christie tại Nghĩa trang St Mary's, Cholsey, Oxfordshire

Christie qua đời một cách thanh thản vì tuổi già tại nhà riêng của bà ở Winterbrook House vào ngày 12 tháng 1 năm 1976, thọ 85 tuổi. Sau khi bà qua đời, hai nhà hát ở West End – gồm nhà hát St. Martin's, nơi đang biểu diễn vở The Mousetrap và nhà hát the Savoy, nơi người ta đang diễn lại vở Murder at the Vicarage – đã tắt hết đèn bên ngoài như một sự tưởng nhớ đến bà.:373 Christie được chôn cất gần đó, tại nghĩa trang St Mary's, Cholsey, trên một khu đất mà bà đã chọn cùng chồng 10 năm trước. Lễ tang tổ chức đơn giản, với khoảng 20 phóng viên báo chí và phóng viên truyền hình đến tác nghiệp, cùng một số phóng viên đến từ những nơi xa xôi như Nam Mỹ. Người ta đã đặt khoảng 30 vòng hoa lên mộ bà, trong số này bao gồm một vòng hoa từ dàn diễn viên của vở kịch The Mousetrap và một vòng hoa khác "thay mặt cho đông đảo những độc giả biết ơn" gửi đến từ nhà xuất bản Ulverscroft Large Print Book.
Sau khi Christie qua đời, chồng bà Mallowan tái hôn vào năm 1977 nhưng qua đời một năm sau đó. Ông được chôn cất bên cạnh người vợ cũ của mình.

### Tài sản và quyền sở hữu các tác phẩm về sau
Christie không hài lòng về việc trở thành "một nô lệ hưởng lương",:428 và vì lý do thuế mà bà đã thành lập một công ty tư nhân vào năm 1955, lấy tên là Agatha Christie Limited, nhằm mục đích giữ bản quyền các tác phẩm của mình. Vào khoảng năm 1959, bà chuyển quyền sở hữu ngôi nhà 278 mẫu Anh của mình, Greenway Estate, cho con gái là Rosalind Hicks. Năm 1968, khi Christie gần 80 tuổi, bà đã bán 51% cổ phần của công ty Agatha Christie Limited (kèm theo các tác phẩm thuộc sở hữu của nó) cho Booker Books (nổi tiếng hơn với tên gọi Booker Author's Division). Đến năm 1977 thì số cổ phần mà họ sở hữu đã tăng lên 64%.:355 Agatha Christie Limited hiện vẫn là công ty sở hữu bản quyền trên phạm vi toàn cầu cho hơn 80 tiểu thuyết và truyện ngắn, 19 vở kịch cùng gần 40 phim truyền hình khác của Christie.
Trong những năm cuối thập niên 1950, người ta cho rằng Agatha Christie đã thu về khoảng 100.000 bảng Anh mỗi năm (tương đương với khoảng 2,5 triệu bảng Anh thời giá năm 2021). Ngoài ra, bà cũng bán được ước tính 300 triệu cuốn sách trong suốt cuộc đời mình. Tính đến thời điểm qua đời năm 1976, "bà là tiểu thuyết gia bán chạy nhất trong lịch sử." Ước tính, tổng thu nhập của bà trong hơn nửa thế kỷ viết lách là 20 triệu USD (tương đương với khoảng 102,9 triệu USD thời giá năm 2022). Do kết quả từ việc lên kế hoạch về thuế, bản di chúc của bà chỉ để lại 106.683 bảng Anh tài sản ròng (tương đương với khoảng 817.000 bảng Anh thời giá năm 2021). Phần lớn số tài sản này được bà dành cho chồng và con gái mình, ngoài ra bà còn dành một số khoản tiền nhỏ khác cho người làm vườn, thư ký và người quản lý khu vườn của bà. Sau khi thừa hưởng 36% cổ phần còn lại của mẹ mình trong công ty Agatha Christie Limited, Rosalind Hicks đã dồn cả tâm huyết bảo tồn các tác phẩm, hình ảnh cùng với di sản của mẹ mình trong suốt 28 năm cho đến khi bà qua đời. Với số cổ phần nắm giữ, gia đình của Christie có quyền bổ nhiệm khoảng 50% thành viên hội đồng quản trị và tổng giám đốc, đồng thời giữ quyền phủ quyết đối với các ý kiến liên quan đến việc chuyển thể, cập nhật và tái bản các tác phẩm của bà.

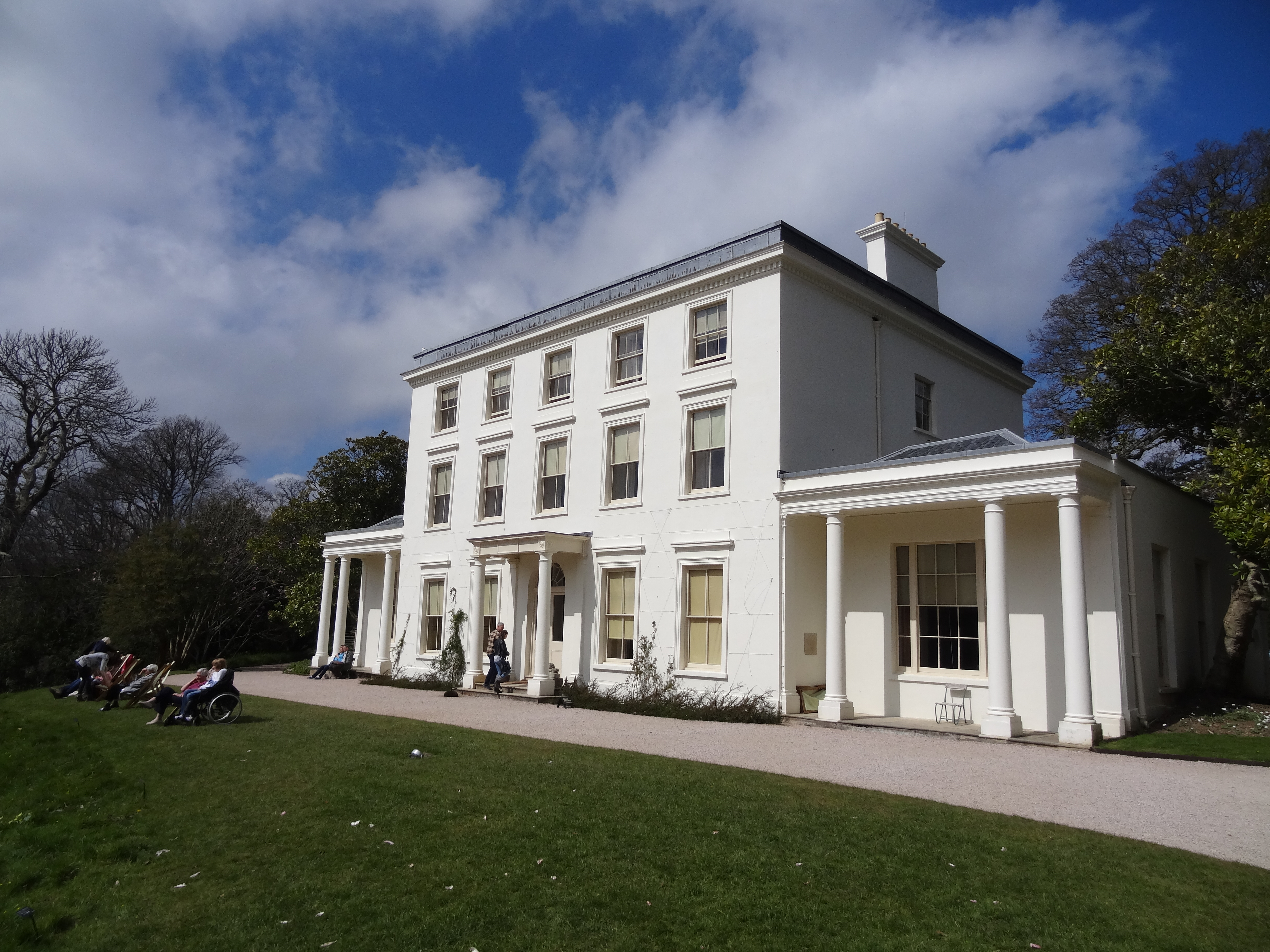
Căn biệt thự Greenway ở Devon, nơi Christie dùng làm nơi nghỉ dưỡng vào mùa hè kể từ năm 1938. Căn biệt thự này cũng là bối cảnh của nhiều tác phẩm như Ngôi đền của người chết. Đây cũng là phim trường quay tập cuối cùng của bộ phim Agatha Christie's Poirot vào năm 2013.

Năm 2004, Rosalind Hicks qua đời. Cáo phó đăng trên tờ The Telegraph khẳng định rằng bà "kiên quyết trung thành với tầm nhìn của mẹ mình và bảo vệ tính toàn vẹn trong các sáng tác của mẹ bà", đồng thời không chấp thuận các hoạt động nhằm "thương mại hóa" các tác phẩm. Sau khi Hicks qua đời vào ngày 28 tháng 10 năm 2004, con trai bà là Mathew Prichard chính thức thừa kế căn biệt thự Greenway Estate. Sau khi cha dượng qua đời vào năm 2005, Prichard đã quyên tặng căn biệt thự này cùng các tài sản bên trong cho tổ chức phi lợi nhuận National Trust.
Gia đình cùng với các quỹ tín thác của Christie, bao gồm người chắt là James Prichard vẫn nắm giữ 36% cổ phần của Agatha Christie Limited và gắn bó với công ty. Đến năm 2020, James Prichard trở thành chủ tịch của công ty. Mathew Prichard cũng nắm giữ bản quyền đối với một số tác phẩm văn học sau này của bà ngoại mình, bao gồm vở kịch The Mousetrap nổi tiếng.:427Các tác phẩm của Christie vẫn tiếp tục được chuyển thể thành nhiều thể loại khác nhau.
Vào năm 1998, công ty Booker Books bán cổ phần của Agatha Christie Limited với giá 10.000.000 bảng Anh (tương đương 18.700.000 bảng Anh năm 2021) cho công ty Chorion. Đây là công ty sở hữu nhiều tác phẩm của các nhà văn nổi tiếng như Enid Blyton và Dennis Wheatley. Đến tháng 2 năm 2012, sau đợt mua thôn tính cổ phần, Chorion bắt đầu bán các tài sản văn học của mình. Điều này bao gồm việc bán 64% cổ phần của Agatha Christie Limited cho Acorn Media UK. Vào năm 2014, RLJ Entertainment Inc. (RLJE) thâu tóm Acorn Media UK và đổi tên thành Acorn Media Enterprises, đồng thời hợp nhất công ty này thành chi nhánh phát triển của RLJE tại Anh.
Vào cuối tháng 2 năm 2014, các phương tiện truyền thông loan tin đài BBC đã mua độc quyền phát sóng các tác phẩm của Agatha Christie trên truyền hình Anh (trước đó bản quyền thuộc về ITV), đồng thời hợp tác với Acorn lên kế hoạch sản xuất các chương trình truyền hình nhân dịp kỷ niệm 125 năm ngày sinh của Christie vào năm 2015. Theo thỏa thuận đó, BBC đã phát sóng cả hai phim Partners in Crime và And Then There Were None vào năm 2015. Các phim tiếp theo bao gồm The Witness for the Prosecution và Ordeal by Innocence. Tuy nhiên, Ordeal by Innocence vốn được lên kế hoạch phát sóng vào dịp Giáng Sinh 2017 nhưng kế hoạch buộc phải hoãn lại do những tranh cãi xoanh quanh một trong những diễn viên của đoàn làm phim. Đến tháng 4 năm 2018 thì bộ phim ba phần này chính thức lên sóng. Tháng 6 cùng năm, bộ phim chuyển thể dài ba phần của tác phẩm Chuỗi án mạng A.B.C do John Malkovich và Rupert Grint thủ vai chính thức bấm máy. Bộ phim này lên sóng khán giả vào tháng 12 cùng năm. Đến tháng 2 năm 2020, kênh BBC1 trình làng khán giả phiên bản chuyển thể của tiểu thuyết Tình yêu phù thủy. Ngoài ra, tác phẩm Tận cùng là cái chết sẽ là cuốn tiểu thuyết tiếp theo mà đài BBC chuyển thể thành phim.
Kể từ năm 2020, nhà xuất bản HarperCollins đã loại bỏ "những đoạn văn chứa mô tả, xúc phạm hoặc đề cập đến vấn đề sắc tộc" khỏi các phiên bản tiểu thuyết tái bản về bà Marple và Hercule Poirot của Agatha Christie.

## Tác phẩm

### Tác phẩm viễn tưởng

#### Hercule Poirot và Bà Marple

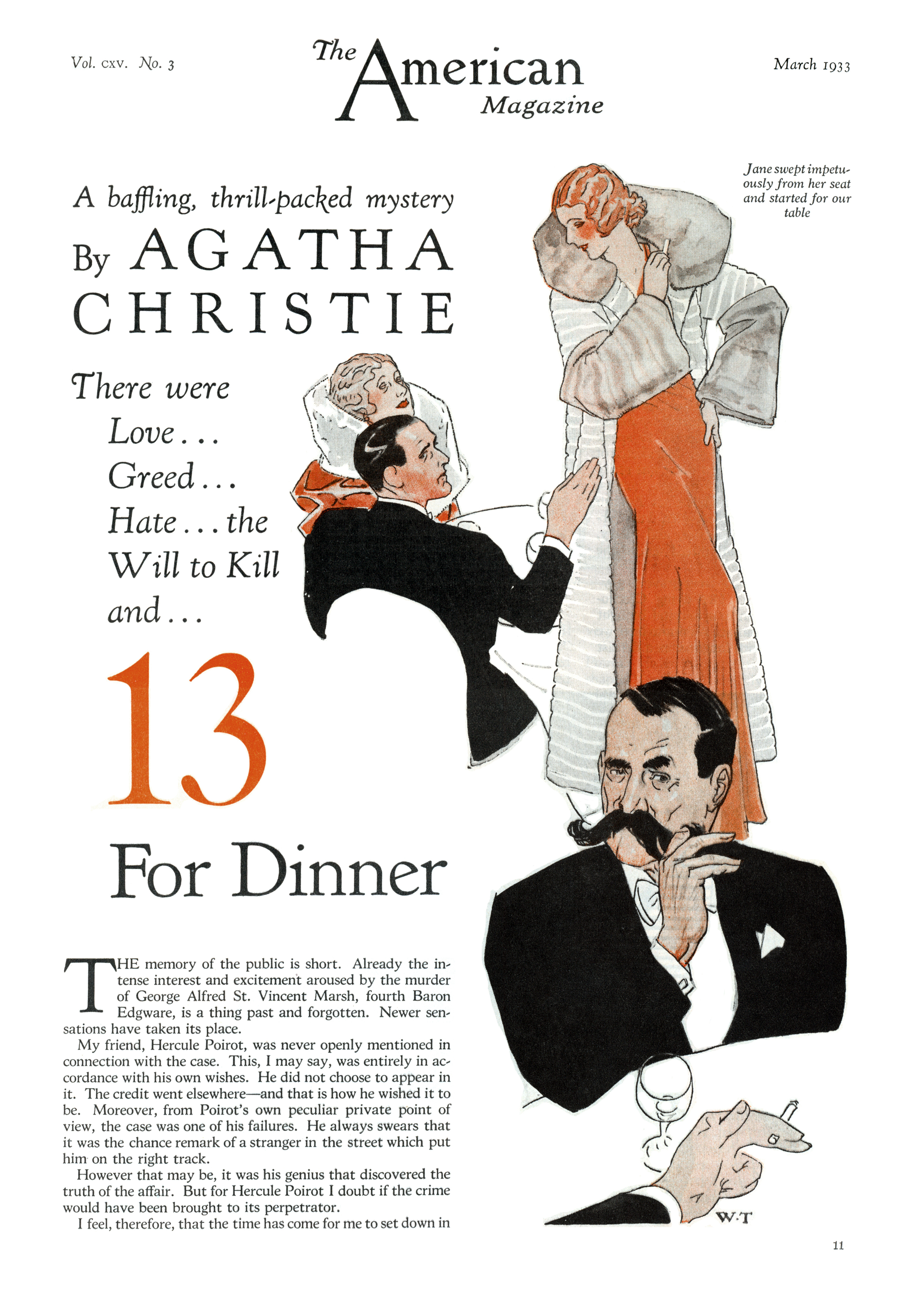
Phác họa đầu tiên về chân dung của thám tử Hercule Poirot, đăng trên tạp chí The American Magazine, tháng 3 năm 1933

Tác phẩm đầu tiên được xuất bản của Christie là Vụ án bí ẩn ở Styles, ra mắt năm 1920, giới thiệu đến công chúng nhân vật thám tử Hercule Poirot. Đây là nhân vật xuất hiện trong 33 tiểu thuyết và hơn 50 truyện ngắn của bà.
Qua nhiều năm, Agatha Christie cũng bắt đầu chán nản với Hercule Poirot, tương tự như Arthur Conan Doyle chán nản với Sherlock Holmes.:230 Cuối những năm 1930, Christie viết trong nhật ký rằng bà "không thể chịu nổi" Poirot và đến những năm 1960 thì bà cho rằng ông ta là một "kẻ kiêu căng đáng ghét". Thompson tin rằng cảm giác không mấy thiện cảm của bà đối với nhân vật này chỉ là sự phóng đại quá mức, đồng thời chỉ ra rằng "sau này bà đã nỗ lực bảo vệ ông ta (Poirot) khỏi sự hiểu lầm theo cách mạnh mẽ đến mức như thể ông ta máu mủ ruột rà của mình vậy".:282 Khác với Doyle, Christie đã kiềm chế mong muốn để nhân vật Poirot chết trong lúc nhân vật này vẫn còn nổi tiếng với công chúng.:222 Thay vào đó, bà chọn cách để Đại úy Arthur Hastings – cánh tay đắc lực của thám tử Hercule Poirot – kết hôn với mục đích giảm bớt số lượng nhân vật cần xây dựng.:268
Nhân vật bà Marple lần đầu tiên xuất hiện trong loạt truyện ngắn xuất bản vào tháng 12 năm 1927, sau đó được tổng hợp lại dưới tựa đề The Thirteen Problems.:278 Marple là một người phụ nữ lớn tuổi, độc thân, quý phái. Bà thường dùng phương pháp so sánh các tình tiết của vụ án với những vấn đề trong cuộc sống ở làng quê nước Anh làm phương tiện tìm ra chân tướng vụ án.:47, 74–76 Mặc dù Christie từng nói: "Bà Marple không có liên hệ gì với bà của tôi; so với bà tôi thì bà ấy độc thân và có lối sống cầu kỳ kiểu cách hơn nhiều so với bà của tôi". Tuy nhiên, tự truyện của bà lại cho thấy mối liên hệ vững chắc giữa nhân vật này với bà ngoại nuôi/bà nội kế Margaret Miller ("Auntie-Grannie") và những "người bạn chí thân ở Ealing" của bà.:422–23 Ngoài ra, cả bà Marple và bà Miller "luôn mong chờ điều tồi tệ nhất từ mọi người và mọi việc, và bằng một cách thần kỳ nào đó, họ đều chính xác".:422 Bà Marple xuất hiện trong 12 tiểu thuyết và 20 truyện ngắn của Christie.
Trong chiến tranh thế giới thứ hai, Christie đã sáng tác hai cuốn tiểu thuyết là Thám tử rời sân khấu, với nhân vật chính là Hercule Poirot và Giết người trong mộng, với nhân vật chính là bà Marple. Christie đã niêm phong hai tác phẩm này trong két an toàn ở ngân hàng. Bà sau đó tặng bản quyền hai tác phẩm này lại cho con gái và chồng như một dạng bảo hiểm.:344:190 Năm 1974, Christie trải qua một cơn đau tim và một cú ngã nghiêm trọng, khiến bà không thể tiếp tục viết lách nữa.:372 Vì vậy, con gái bà đã thay mẹ xuất bản cuốn Thám tử rời sân khấu vào năm 1975:375 và cuốn Giết người trong mộng năm 1976 (sau khi Christie qua đời).:376  Cả hai tác phẩm này đều được xuất bản sau thành công vang dội của bộ phim Murder on the Orient Express, chuyển thể từ cuốn tiểu thuyết Án mạng trên chuyến tàu tốc hành Phương Đông.:497
Ngoài ra, ngay trước khi tác phẩm Thám tử rời sân khấu ra mắt, Hercule Poirot đã trở thành nhân vật hư cấu đầu tiên có cáo phó trên tờ The New York Times. Cáo phó này xuất hiện trên trang nhất của tờ báo vào ngày 6 tháng 8 năm 1975.
Một điểm đáng lưu ý là các tiểu thuyết hay truyện ngắn của Agatha Christie chưa bao giờ có sự xuất hiện đồng thời của cả thám tử Poirot và bà Marple.:375 Trong một bản ghi âm công bố vào năm 2008, Christie lý giải điều này như sau: "Hercule Poirot, một kẻ tự cao tự đại, sẽ không thích một quý bà lớn tuổi cầm tay chỉ việc hoặc đưa ra những gợi ý cho mình. Hercule Poirot – một thám tử chuyên nghiệp – không bao giờ có thể hòa nhập được với thế giới của bà Marple."
Năm 2013, gia đình Agatha Christie đồng ý cho ra mắt một tác phẩm mới về thám tử Poirot mang tên The Monogram Murders do nữ văn sĩ người Anh Sophie Hannah chấp bút. Sau đó, Hannah tiếp tục sáng tác thêm ba tác phẩm bí ẩn khác với nhân vật chính là Poirot, bao gồm Closed Casket vào năm 2016, The Mystery of Three Quarters vào năm 2018 và The Killings at Kingfisher Hill vào năm 2020.

#### Mô típ và thủ pháp sáng tác
Agatha Christie được mệnh danh là "nữ công tước tử thần", "bà hoàng thần bí" hoặc "nữ hoàng trinh thám".:15 Buổi đầu sự nghiệp, một phóng viên đã nhận xét rằng "cốt truyện của bà có tính khả thi, hợp lý và luôn luôn mới mẻ". Theo tiểu thuyết gia Sophie Hannah: "Mở đầu mỗi tác phẩm, bà đặt người đọc vào một tình huống hoàn toàn không thể xảy ra và khiến chúng ta phát điên với câu hỏi 'Làm cách nào mà điều này có thể xảy ra?'. Sau đó, bằng một cách chậm rãi, bà tiết lộ cách mà điều vốn không thể xảy ra lại là điều hoàn toàn khả thi và thậm chí đó còn là khả năng duy nhất có thể xảy ra."
Christie phát triển kỹ thuật kể chuyện của mình trong "thời kỳ hoàng kim" của thể loại truyện trinh thám viễn tưởng. Tác giả Dilys Winn đánh giá Christie là "bà hoàng của thể loại trinh thám nhẹ nhàng", một nhánh nhỏ của thể loại trinh thám mà ở đó "lấy bối cảnh ở một vùng quê nhỏ, nhân vật chính có chút liên quan đến dòng dõi quý tộc, nhiều thủ thuật đánh lạc hướng và khuynh hướng giết người theo kiểu sử dụng dao mở thư bằng bạc nguyên chất và thuốc độc nhập từ Paraguay". Một dấu ấn đặc trưng của Christie là ở phần kết, thám tử thường tập hợp những nghi phạm còn sống sót vào một căn phòng, giải thích những suy diễn và suy luận của họ rồi sau đó vạch trần thủ phạm thực sự. Tuy nhiên, cũng có một vài ngoại lệ. Ví dụ, trong tác phẩm Mười người da đen nhỏ và Đêm vô tận, hung thủ tự thú nhận mọi tội lỗi của mình.
Agatha Christie không chỉ bó hẹp sáng tác của mình trong những ngôi làng cổ kính ở nước Anh, mà còn mở rộng bối cảnh truyện ra nhiều nơi khác: ngay trên hòn đảo nhỏ (Mười người da đen nhỏ), trên máy bay (Cái chết giữa thinh không), trên tàu hỏa (Án mạng trên chuyến tàu tốc hành Phương Đông), trên tàu hơi nước (Án mạng trên sông Nile), hay trong một căn hộ sang trọng ở nước Anh (Những quân bài trên mặt bàn), hoặc ở một khu nghỉ dưỡng ở Tây Ấn (Bí ẩn ở Ca-ri-bê), hay thậm chí trong một cuộc khai quật khảo cổ (Vụ án mạng ở vùng Mesopotamie) đều có bóng dáng của án mạng. Tuy nhiên, khoanh vùng lại các nghi phạm tiềm năng thì thông thường chỉ có những người kín đáo và thân cận: thành viên gia đình, bạn bè, người hầu, đối tác kinh doanh, bạn đồng hành.:37 Ngoài ra, các kiểu nhân vật khuôn mẫu trong tác phẩm của bà thường là femme fatale, viên cảnh sát nghiêm nghị, người hầu tận tụy, viên đại tá tẻ nhạt, nhưng những nguyên tắc này cũng có thể bị phá vỡ để đánh lừa người đọc. Một số chi tiết khác như giả mạo người khác hay những mối liên hệ bí mật cũng thường xuyên xuất hiện trong tác phẩm.:58 Luôn luôn có một động cơ cho các vụ án, nhưng thường xuyên nhất là tiền bạc: "Có rất ít kẻ sát nhân trong tác phẩm của Christie thích thú với việc giết chóc vì thỏa mãn cá nhân.":379, 396
Theo Giáo sư dược học Michael C. Gerald, "trong hơn một nửa số tiểu thuyết của bà, có ít nhất một hoặc nhiều nạn nhân trúng độc, dẫu cho điều này không phải lúc nào cũng khiến thủ phạm hài lòng.":viii Theo John Curran, tác giả kiêm cố vấn văn học cho tổ chức quản lý và bảo tồn các tác phẩm của Christie thì súng, dao, dây thòng lọng, dây bẫy, công cụ thô sơ, thậm chí cả rìu cũng trở thành vật dụng gây án, nhưng "Christie không bao giờ dựa vào những phương pháp cơ học hoặc khoa học phức tạp để giải thích cho sự khéo léo của mình":57 Nhiều manh mối trong các tác phẩm của bà vốn chỉ là những vật dụng bình thường trong cuộc sống hàng ngày như một quyển lịch, tách cà phê, hoa sáp, một chai bia hay chiếc lò sưởi dùng trong thời tiết nắng nóng.:38
Theo nhà văn trinh thám P. D. James, thủ phạm mà Agatha Christie thường chọn là nhân vật ít ai ngờ tới nhất. Vì vậy mà những độc giả tinh ý đôi khi có thể đoán ra hung thủ bằng cách xác định nghi phạm ít khả năng nghi ngờ nhất. Ngay chính bản thân Christie cũng từng chế nhạo lối suy luận này trong lời đề tựa của tác phẩm Những quân bài trên mặt bàn: "Khi bạn xác định người ít có khả năng nhất là kẻ gây án thì chín trên mười trường hợp bạn đã chính xác. Tuy nhiên, tôi không muốn những độc giả trung thành vứt bỏ cuốn sách này trong thất vọng, nên tôi muốn báo trước rằng đây không phải là kiểu sách như vậy.":135–36
Trong chương trình Desert Island Discs phát trên đài BBC Radio 4 vào năm 2007, Brian Aldiss tiết lộ Christie từng kể với ông rằng khi viết đến chương cuối cùng, bà mới quyết định ai là nghi phạm ít ngờ tới nhất. Tiếp theo, bà quay lại và thực hiện những thay đổi cần thiết nhằm "đổ tội" cho nhân vật đó.
Bằng việc nghiên cứu sổ tay làm việc của Agatha Christie, John Curran cho biết rằng bà tạo dựng dàn nhân vật trước, rồi chọn bối cảnh, sau đó lập danh sách các cảnh trí nơi mà manh mối cụ thể sẽ được tiết lộ. Trong quá trình phát triển cốt truyện, bà sẽ sửa đổi thứ tự các cảnh trí sẽ xuất hiện. Vì vậy mà như một lẽ dĩ nhiên, Christie phải biết rõ ai là hung thủ trước khi hoàn thành trình tự các phân cảnh và trước khi bà bắt tay vào đánh máy và đọc bản thảo đầu tiên của tác phẩm. Vì vậy mà phần lớn quá trình sáng tác, đặc biệt là phần lời thoại đều được bà hình thành trong đầu trước khi viết ra giấy.:241–45:33
Năm 2013, 600 thành viên của Hiệp hội Nhà văn tội phạm Anh đã chọn tác phẩm Vụ ám sát ông Roger Ackroyd là "tác phẩm trinh thám xuất sắc nhất thuộc thể loại whodunit ... từng được viết". Nhà văn Julian Symons cho rằng: "Về mặt hình thức, tác phẩm tuân theo các quy ước của thể loại trinh thám... Bối cảnh nằm ở một ngôi làng nằm sâu trong vùng nông thôn nước Anh, Roger Ackroyd chết trong phòng làm việc; có một người hầu hành xử đáng ngờ... Mọi tác phẩm trinh thám thành công trong thời kỳ này đều có yếu tố đánh lừa người đọc, và mánh khóe vô cùng độc đáo ở tác phẩm này là biến kẻ sát nhân thành bác sĩ trong vùng, vừa là người kể chuyện, vừa đóng vai trò như [trợ lý] Watson của thám tử Poirot.":106–07 Đồng quan điểm, nhà phê bình Sutherland Scott khẳng định: "Ngay cả khi Agatha Christie không có bất cứ đóng góp nào khác cho thể loại văn học trinh thám, thì bà vẫn xứng đáng với lòng biết ơn của chúng ta" vì đã viết nên tác phẩm này.
Vào tháng 9 năm 2015, nhân kỷ niệm sinh nhật lần thứ 125 của Agatha Christie, trong một cuộc bình chọn trên trang web đại diện cho Agatha Christie, tác phẩm Mười người da đen nhỏ được chọn thành "World's Favourite Christie" (tác phẩm của bà được yêu thích nhất). Đây là tác phẩm thể hiện rõ nét công thức quen thuộc của Christie, nhưng cũng cho thấy tinh thần phá cách vượt lên trên những khuôn mẫu thông thường. Theo nhà văn Charles Osborne "Mười người da đen nhỏ đã đưa thể loại trinh thám "xã hội kín" lên một tầm cao mới.":170 Câu chuyện bắt đầu với mô típ kinh điển: nạn nhân tiềm năng và kẻ giết người bị cô lập hoàn toàn khỏi thế giới bên ngoài. Tuy nhiên, tác phẩm lại phá vỡ nhiều quy ước khi không có thám tử tham gia phá án, không thẩm vấn nghi phạm, không tỉ mỉ tìm kiếm manh mối và thậm chí còn không có cảnh các nghi phạm tập hợp lại để làm sáng tỏ ai là kẻ thủ ác ở chương cuối. Ngay chính Agatha Christie cũng thừa nhận: "Việc mười người phải chết hoàn toàn không quá ngớ ngẩn hoặc khiến cho hung thủ trở nên quá dễ đoán.":457 Giới phê bình đồng ý rằng bà đã thành công: "Bà Christie kiêu ngạo lần này đã tự đặt ra một thử thách đáng sợ cho sự khéo léo của chính mình... và không có gì ngạc nhiên khi tất cả các bài đánh giá đều nhiệt liệt tán dương điều đó.":170–71

#### Những định kiến rập khuôn và sự phân biệt đối xử với nhân vật
Các tác phẩm của Agatha Christie, phổ biến nhất là các tác phẩm ra đời trước năm 1945, thường chứa đựng các yếu tố định kiến rập khuôn khi mô tả về nhân vật. Đó là thời điểm mà những quan điểm kiểu vậy vẫn còn phổ biến trong xã hội. Các yếu tố định kiến này đối chủ yếu nhằm vào các nhân vật người Ý, người Do Thái và những người không phải gốc châu Âu.:264–66 Ví dụ, trong truyện ngắn "The Soul of the Croupier" trích từ tuyển tập truyện ngắn The Mysterious Mr Quin, bà mô tả "những người đàn ông gốc Do Thái có làn da vàng bủng, mũi khoằm, đeo trang sức lòe loẹt". Năm 1947, Liên đoàn Chống Phỉ báng có trụ sở tại Hoa Kỳ đã gửi đơn khiếu nại đến nhà xuất bản Mỹ Dodd, Mead and Company, nơi phát hành các tác phẩm của Christie tại quốc gia này. Nội dung lá đơn lên án những nội dung được cho là bài Do Thái trong các tác phẩm của bà. Đáp lại, cơ quan đại diện cho các tác phẩm văn học của Christie tại Anh đã ủy quyền cho phép các cơ quan đại diện tại Mỹ "xóa bỏ từ 'Do Thái' khi dùng để mô tả một nhân vật phản diện trong các tác phẩm sắp tới".:386
Trong tác phẩm Thung lũng bất hạnh xuất bản năm 1946, bằng cách mượn tiếng nói của một nhân vật trong tác phẩm, Christie mô tả về một nhân vật khác của mình là "dân Do Thái ở khu Whitechapel, nhuộm tóc, giọng nói thì cứ khàn khàn như quạ ấy [...] một phụ nữ thấp bé có cái mũi bè, mái tóc nâu đỏ, đang tranh cãi với bà khách mập mạp". Đối lập với những mô tả mang tính định kiến này, Christie đã khắc họa một số nhân vật "ngoại quốc" với tư cách là nạn nhân (hoặc nạn nhân tiềm năng) dưới bàn tay của những tội phạm người Anh, chẳng hạn như Olga Seminoff trong tiểu thuyết Ngày hội quả bí và Katrina Reiger trong truyện ngắn "How Does Your Garden Grow?". Thông thường những nhân vật Do Thái trong tác phẩm của bà đều không phải là người Anh (như Oliver Manders trong Bi kịch ba hồi), nhưng những nhân vật này hiếm khi là thủ phạm.
Năm 2023, tờ Telegraph cho biết rằng một số tiểu thuyết của Agatha Christie đã trải qua quá trình kiểm duyệt sửa đổi nhằm loại bỏ những ngôn từ có khả năng gây xúc phạm, gồm những từ ngữ lăng mạ và ám chỉ đến sắc tộc. Trong các ấn bản mới tái bản, nhà xuất bản HarperCollins cũng tiến hành kiểm duyệt, cắt bỏ các đoạn văn mô tả về hai nhân vật thám tử Poirot và bà Marple trong các sáng tác của Christie ra đời trong giai đoạn từ năm 1920 đến năm 1976. Mục đích là loại bỏ những từ ngữ và mô tả mà độc giả hiện đại cảm thấy xúc phạm, đặc biệt là những mô tả về những người mà nhân vật chính trong các tác phẩm của Christie gặp gỡ bên ngoài Vương quốc Anh. Theo đó, những sửa đổi do "độc giả nhạy cảm" tiến hành đã thể hiện rõ ràng trong các phiên bản kỹ thuật số của các ấn bản mới, bao gồm toàn bộ loạt truyện về bà Marple và các tiểu thuyết có sự xuất hiện của thám tử Poirot ra mắt kể từ năm 2020 trở về sau.

#### Những nhân vật thám tử khác
Bên cạnh hai cái tên quen thuộc là Hercule Poirot và bà Marple, Christie còn tạo ra cặp đôi thám tử nghiệp dư Thomas Beresford (Tommy) và vợ, Prudence "Tuppence" (nhũ danh Cowley). Họ góp mặt trong 4 tiểu thuyết và 1 tập truyện ngắn xuất bản trong giai đoạn từ năm 1922 đến năm 1974. Không giống như các nhân vật thám tử khác, vợ chồng Beresford mới chỉ độ 20 tuổi khi xuất hiện lần đầu trong tác phẩm Địch thủ bí mật, cho phép hai nhân vật này già đi cùng với bà trong suốt quá trình sáng tác.:19–20 Những tác phẩm có mặt họ thường mang không khí nhẹ nhàng hơn, pha chút "xông xáo và nhiệt tình" nhưng không phải lúc nào giới phê bình cũng đón nhận theo cách tích cực.:63 Tác phẩm Cánh cửa định mệnh, tác phẩm cuối cùng của Christie cũng là lần cuối cùng hai nhân vật này xuất hiện.:477
Harley Quin là nhân vật thám tử hư cấu "dị biệt nhất" của Christie.:70 Đây là nhân vật hình thành từ sự mến mộ của bà đối với thể loại kịch tuồng hề. Quin mang trong mình sức mạnh siêu nhiên đồng bóng, đi cùng ông là người cộng sự lớn tuổi, theo chủ nghĩa cổ điển tên là Satterthwaite. Bộ đôi này xuất hiện trong 14 truyện ngắn. Đến năm 1930 thì 12 truyện ngắn trong số này đã trở thành bộ sưu tập truyện ngắn mang tên The Mysterious Mr. Quin.:78, 80 Chồng bà, Mallowan, mô tả những tác phẩm này là "tác phẩm trinh thám theo khuynh hướng kỳ khôi, mang dáng dấp của truyện cổ tích, một sản phẩm tự nhiên xuất phát từ trí tưởng tượng riêng biệt của Agatha".:80 Nhân vật Satterthwaite cũng xuất hiện trong tiểu thuyết Bi kịch ba hồi cùng truyện ngắn "Dead Man's Mirror". Cả hai tác phẩm cũng có sự tham gia góp mặt của thám tử Poirot.:81
Một nhân vật ít người biết đến khác của Christie là Parker Pyne. Vốn là một công chức đã về hưu, ông thường sử dụng những phương pháp trái với nguyên tắc thông thường nhằm giúp đỡ những người bất hạnh.:118–19 Pyne xuất hiện lần đầu trong bộ 12 truyện ngắn mang tên Parker Pyne Investigates xuất bản năm 1934, tuy nhiên, mãi đến năm 1967, khi tác phẩm "The Case of the Discontented Soldier" ra mắt thì nhân vật này mới trở nên đáng chú ý. Nhân vật chính trong tác phẩm này là Ariadne Oliver, "một bức tự họa đầy mỉa mai và trào phúng về chính Agatha Christie". Trong nhiều thập niên tiếp theo, Oliver còn góp mặt trong bảy tác phẩm khác, phần lớn trong số này dưới vai trò nhân vật hỗ trợ thám tử Poirot trong các vụ án.:120

#### Kịch
Năm 1928, Michael Morton đã chuyển thể tiểu thuyết Vụ ám sát ông Roger Ackroyd lên sân khấu với tựa đề Alibi.:177 Vở kịch này gặt hái nhiều thành công đáng kể, song Christie lại không hài lòng với những thay đổi trong tác phẩm. Vì vậy, về sau, bà quyết định tự tay viết kịch bản cho các tác phẩm của mình. Tác phẩm đầu tiên của bà trên sân khấu kịch là Black Coffee, ra mắt ở West End vào cuối năm 1930 và nhận được những đánh giá tích cực. Tiếp nối thành công của Black Coffee, Christie tiếp tục chuyển thể các tiểu thuyết trinh thám khác của mình lên sân khấu, bao gồm And Then There Were None vào năm 1943, Appointment with Death vào năm 1945 và The Hollow vào năm 1951.:242, 251, 288
Vào thập niên 1950, sân khấu kịch trở thành đề tài "chiếm phần lớn sự quan tâm của Agatha." Bà đã chuyển thể vở kịch ngắn trên sóng radio của mình thành vở The Mousetrap. Vở kịch có lần công diễn đầu tiên tại West End vào năm 1952, do Peter Saunders chịu trách nhiệm sản xuất. Vai diễn Trung sĩ điều tra Trotter ban đầu do tài tử Richard Attenborough đảm nhiệm. Kỳ vọng của Christie về vở kịch không cao, bà tin rằng vở diễn sẽ chỉ kéo dài khoảng tám tháng.:500 Song, The Mousetrap đã tạo nên lịch sử cho ngành sân khấu kịch khi trở thành vở diễn có thời gian công diễn lâu nhất thế giới. Tính đến tháng 9 năm 2018 thì vở diễn này đã đạt cột mốc 27.500 lần công diễn. Việc công diễn tạm thời ngừng lại vào tháng 3 năm 2020, khi nước Anh đối mặt với làn sóng đại dịch COVID-19 và kéo dài cho đến ngày 17 tháng 5 năm 2021.
Tiếp nối thành công của The Mousetrap, năm 1953, Christie tiếp tục cho ra đời vở Witness for the Prosecution, Phiên bản trình diễn trên sân khấu ở Broadway của vở kịch này đã xuất sắc giành giải "vở kịch nước ngoài xuất sắc nhất năm 1954" do Hiệp hội Phê bình Sân khấu trao tặng, đồng thời giúp Christie đoạt giải Edgar của Hiệp hội Nhà văn trinh thám Hoa Kỳ.:300:262 Cũng trong năm này, vở Spider's Web, một tác phẩm gốc được viết riêng cho nữ minh tinh Margaret Lockwoodan, ra mắt tại West End và cũng nhanh chóng trở thành một vở kịch ăn khách.:297, 300 Christie cũng là nhà viết kịch nữ đầu tiên có ba vở diễn công diễn đồng thời tại Luân Đôn, bao gồm The Mousetrap, Witness for the Prosecution và Spider's Web. Theo bà, "soạn kịch dễ hơn nhiều so với việc sáng tác tiểu thuyết, bởi vì bạn có thể hình dung chúng ngay trong tâm trí, không bị cản trở bởi những mô tả vốn khiến cho bạn trở nên bế tắc trong tiểu thuyết để rồi không thể tiếp tục với diễn biến câu chuyện.":459 Trong một bức thư gửi con gái, Christie thừa nhận rằng việc trở thành nhà soạn kịch là một trải nghiệm "vô cùng thú vị!":474

#### Sáng tác dưới bút danh Mary Westmacott
Dưới bút danh Mary Westmacott, Agatha Christie đã cho ra đời sáu tác phẩm thuộc dòng văn học chính thống. Bút danh này cho phép bà tự do khám phá "khu vườn riêng tư và quý giá nhất trong trí tưởng tượng của mình".:366–67:87–88 So với các tác phẩm trinh thám và giật gân thì những cuốn sách này thường nhận về những đánh giá tích cực hơn.:366 Đánh giá về Giant's Bread, tác phẩm văn học chính thống đầu tiên xuất bản năm 1930, một nhà phê bình của tờ The New York Times khen ngợi: "... tác phẩm của bà vượt trội hơn so với mức trung bình của các tiểu thuyết viễn tưởng đương thời, trên thực tế là nó còn vượt trội hơn so với tiêu chí phân loại 'sách hay'. Và chỉ có một tiểu thuyết khiến người đọc hài lòng mới có thể xứng đáng với danh xưng đó." Ngay từ đầu, người ta đã công bố rằng "Mary Westmacott" là bút danh của một tác giả nổi tiếng. Tuy nhiên, danh tính đằng sau bút danh này vẫn được giữ kín. Bìa ngoài của cuốn sách Giant's Bread cũng từng tiết lộ rằng tác giả của tác phẩm này, "dưới danh tính thực của mình...có sáu tác phẩm có số lượng bán ra hơn 30 nghìn bản." Sau khi danh tính của Christie là tác giả của bốn tiểu thuyết đầu tiên dưới bút danh Westmacott bị một nhà báo tiết lộ vào năm 1949, bà đã viết thêm hai tác phẩm nữa dưới bút danh này, trong đó tác phẩm cuối cùng ra mắt bạn đọc vào năm 1956.:366
Bên cạnh Giant's Bread, các tác phẩm văn học chính thống khác của Christie dưới bút danh Westmacott là: Unfinished Portrait (1934), Absent in the Spring (1944), The Rose and the Yew Tree (1948), A Daughter's a Daughter (1952) và The Burden (1956).

### Tác phẩm phi hư cấu
Bên cạnh các tiểu thuyết hư cấu, Agatha Christie cũng xuất bản một số tác phẩm phi hư cấu. Trong đó, Come, Tell Me How You Live, kể về những trải nghiệm khai quật khảo cổ, lấy cảm hứng từ cuộc sống của bà với Max Mallowan. Còn The Grand Tour: Around the World with the Queen of Mystery là tập hợp những bức thư ghi lại chuyến hành trình của bà xuyên qua những vùng đất thuộc Đế quốc Anh bao gồm Nam Phi, Australia, New Zealand và Canada vào năm 1922. Ngoài ra, Christie còn sáng tác một cuốn tự truyện mang tên Agatha Christie: An Autobiography. Tác phẩm phát hành vào năm 1977, sau khi bà qua đời. Một năm sau đó, tác phẩm vinh dự đoạt giải "Tác phẩm phê bình/tiểu sử hay nhất" tại giải Edgar.

### Nhan đề
Kể từ năm 1940 trở đi, nhiều tác phẩm của Christie có nhan đề đề lấy cảm hứng từ các tác phẩm văn học khác. Thông thường, ngữ cảnh ban đầu của nhan đề sẽ xuất hiện ở phần mở đầu cuốn sách dưới dạng một đoạn "đề từ".
Dưới đây là một số tác phẩm của Agatha Christie sử dụng nhan đề lấy ngữ liệu từ văn chương:
- Lấy cảm hứng từ các tác phẩm của William Shakespeare gồm có: Sad Cypress,[ghi chú 12] By the Pricking of My Thumbs, There is a Tide ...,[ghi chú 13] Absent in the Spring và vở kịch The Mousetrap. Theo tác giả Charles Osborne, "Shakespeare là nhà văn được trích dẫn nhiều nhất trong các tác phẩm của Agatha Christie".[30]:164
- Lấy cảm hứng từ Kinh Thánh gồm có: Evil Under the Sun,[ghi chú 14] The Burden và The Pale Horse.[ghi chú 15]
- Lấy cảm hứng từ các tác phẩm văn học khác: The Mirror Crack'd from Side to Side[ghi chú 16] (từ bài hát "The Lady of Shalott" của Tennyson's ), The Moving Finger[ghi chú 17] (từ tác phẩm dịch Rubáiyát of Omar Khayyám của Edward FitzGerald), The Rose and the Yew Tree (từ tập thơ Four Quartets của T. S. Eliot's ), Postern of Fate[ghi chú 18] (từ tác phẩm "Gates of Damascus" của James Elroy Flecker), Endless Night[ghi chú 19] (từ bài thơ "Auguries of Innocence" của William Blake), N or M?[ghi chú 20] (từ tác phẩm Book of Common Prayer) và Come, Tell Me How You Live (từ tiểu thuyết Through the Looking-Glass của Lewis Carroll).

Gillian Gill, nhà nghiên cứu về tiểu sử của Agatha Christie từng nhận xét: "Sáng tác của Christie sở hữu tính cô đọng, không vòng vo, nhịp kể chuyện nhanh và có sức hấp dẫn phổ quát của thể loại truyện cổ tích, và có lẽ chính vì mang tinh thần truyện cổ tích hiện đại dành cho độc giả trưởng thành mà tiểu thuyết của Christie đã thành công vang dội.":208 Ngoài ra, tác phẩm của Christie còn là sự đan xen giữa tính ngây thơ và kinh dị, thể hiện thông qua việc nhiều tựa sách của bà lấy cảm hứng từ những bài hát nổi tiếng dành cho thiếu nhi như And Then There Were None (từ "Ten Little Niggers"), One, Two, Buckle My Shoe (từ "One, Two, Buckle My Shoe"), Five Little Pigs (từ "This Little Piggy"), Crooked House (từ "There Was a Crooked Man"), A Pocket Full of Rye (từ "Sing a Song of Sixpence"), Hickory Dickory Dock (từ "Hickory Dickory Dock") và Three Blind Mice (từ "Three Blind Mice").:207–08

## Đánh giá chuyên môn

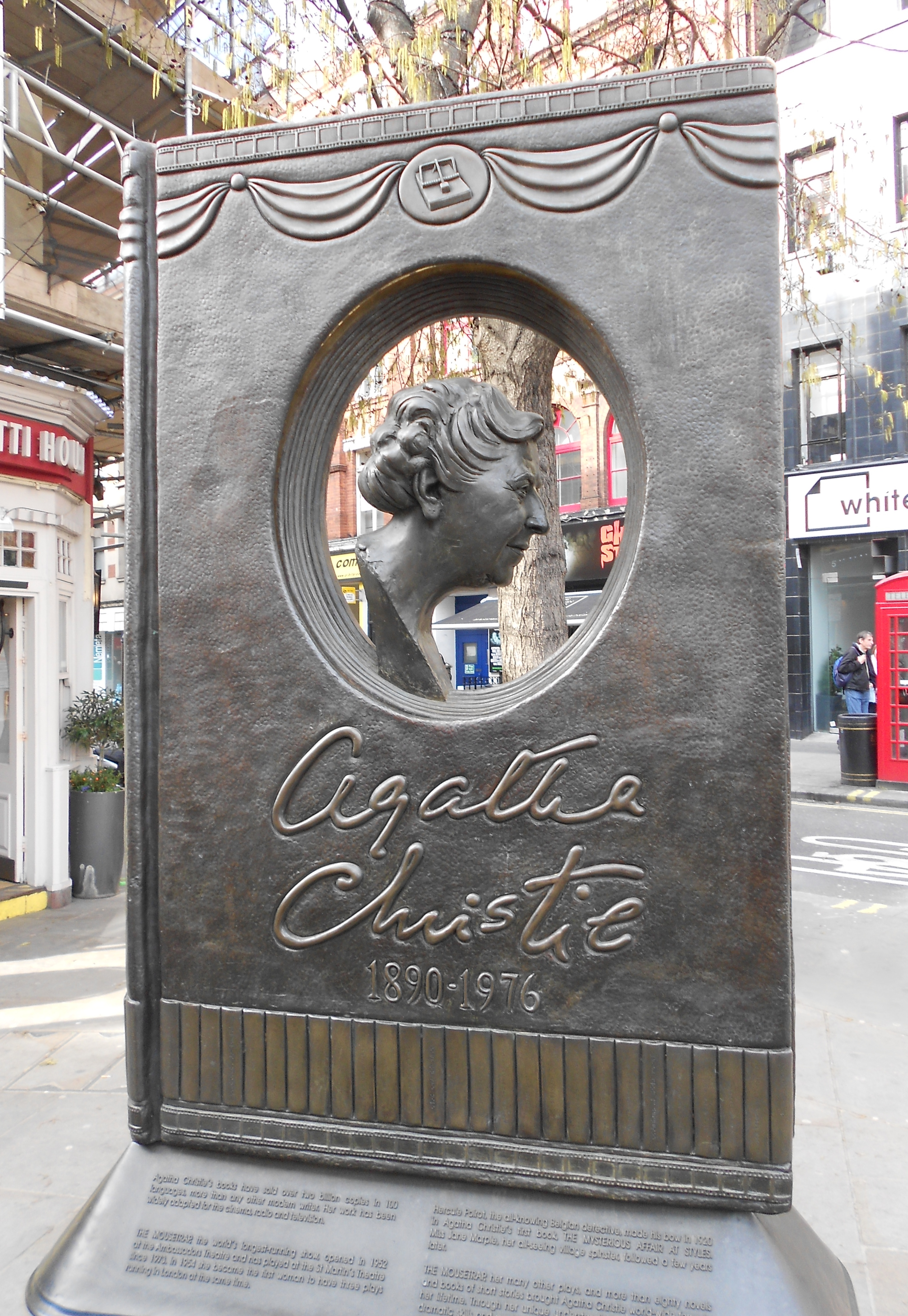
Bia tưởng niệm Agatha Christie ở trung tâm thủ đô Luân Đôn

Không những nổi tiếng với biệt danh "nữ hoàng trinh thám" (gia đình Christie hiện đã đăng ký thương hiệu cho biệt danh này) hay "bà hoàng thần bí", Agatha Christie còn là bậc thầy về khả năng tạo ra sự hồi hộp, kịch tích, cùng với khả năng xây dựng cốt truyện cũng như khắc họa nhân vật. Năm 1955, Christie trở thành người đầu tiên nhận giải Grand Master của Hội nhà văn trinh thám Hoa Kỳ. Tại Hội nghị Truyện trinh thám Thế giới Bouchercon năm 2000, bà được tôn vinh là "Nhà văn hay nhất thế kỷ" và loạt truyện về thám tử Hercule Poirot cũng được vinh danh là "Sê ri tác phẩm hay nhất thế kỷ". Năm 2013, 600 nhà văn chuyên nghiệp thuộc Hiệp hội Nhà văn Tội phạm Anh đã bầu chọn Christie là "nhà văn tội phạm xuất sắc nhất". Tuy nhiên, nhà văn Raymond Chandler và nhà văn Julian Symons lại dành những sự chỉ trích về tính thiếu tự nhiên trong tác phẩm của bà.:100–30 Còn nhà phê bình văn học Edmund Wilson thì cho rằng văn phong của bà vô vị trong khi cách xây dựng nhân vật thì hời hợt.
—Joan Acocella từ tạp chí The New Yorker
Năm 2011, kênh truyền hình chuyên về phim trinh thám tội phạm Alibi đã vinh danh Christie là nhà văn tội phạm thành công về mặt tài chính thứ nhì tại Vương quốc Anh, sau Ian Fleming, tác giả của James Bond, với tổng thu nhập khoảng 100 triệu bảng Anh. Năm 2012, Christie là một trong những nhân vật mà họa sĩ Peter Blake chọn lựa xuất hiện trong phiên bản mới nhất của bìa album Sgt. Pepper's Lonely Hearts Club Band, tác phẩm nổi tiếng nhất của ông, nhằm "tôn vinh những nhân vật có ảnh hưởng đến văn hóa nước Anh mà ông ngưỡng mộ nhất". Bình luận về sự trường tồn vượt kỷ lục của vở kịch The Mousetrap nhân dịp kỷ niệm 60 năm công diễn vào năm 2012, Stephen Moss từ tờ The Guardian khẳng định: "vở kịch này và tác giả của nó chính là những vì sao".
Vào năm 2015, nhân dịp kỷ niệm 125 năm ngày sinh của Agatha Christie, 25 nhà văn trinh thám đương đại cùng một nhà xuất bản đã bày tỏ quan điểm về các tác phẩm của bà. Theo đó, vài người trong số này chia sẻ rằng họ đã đọc tiểu thuyết của Christie (bằng tiếng Anh và cả tiếng mẹ đẻ) trước khi đọc tác phẩm của các nhà văn viết về đề tài bí ẩn khác. Chính điều này đã tạo nên một sự ảnh hưởng đến phong cách sáng tác của họ. Vì vậy, gần như mọi người đều đồng tình rằng Christie là "nữ hoàng trinh thám" và những cú plot twist của bà đều là nguồn tư liệu mà nhiều nhà văn áp dụng một cách rộng rãi. Hầu hết những người này đều có ít nhất một hoặc nhiều tác phẩm trinh thám của Christie trên giá sách yêu thích, đồng thời cho biết các sáng tác của bà vẫn đáng đọc sau gần 100 năm kể từ khi tiểu thuyết đầu tiên ra mắt. Trong số 25 tác giả thì chỉ có một người đồng ý với quan điểm của Edmund Wilson.

### Doanh số bán sách
Ở thời kỳ đỉnh cao sự nghiệp, cái tên Agatha Christie hiếm khi vắng bóng khỏi danh sách tác phẩm bán chạy nhất. Năm 1948, bà là nhà văn trinh thám đầu tiên có 100.000 bản in cho 10 đầu sách được nhà xuất bản Penguin phát hành trong cùng một ngày. Tính đến  năm 2018, Sách Kỷ lục Guinness đã liệt Agatha Christie vào danh sách tiểu thuyết gia bán chạy nhất mọi thời đại. Tính đến  năm 2020, tiểu thuyết của bà đã bán được hơn 2 tỷ bản và có mặt ở 44 ngôn ngữ khác nhau. Trong đó, một nửa doanh số đến từ bản gốc tiếng Anh và một nửa còn lại đến từ các bản dịch. Dựa theo chỉ số Index Translationum, tính đến  năm 2020, Christie hiện là nhà văn cá nhân có số lượng tác phẩm dịch ở ngôn ngữ khác nhiều nhất.
Không chỉ là một tác gia ăn khách, Agatha Christie còn là gương mặt nổi bật tại các thư viện ở nước Anh với số lượng sách mượn nhiều nhất. Chưa kể, bà còn dẫn đầu trong danh sách tác giả sách nói bán chạy nhất nước này. Năm 2002, số lượng sách nói mà Christie bán ra đạt 117.696 bản, bỏ xa J. K. Rowling với 97,755 bản, Roald Dahl với 78,770 bản và J. R. R. Tolkien với 75,841 bản. Năm 2015, tổ chức đại diện của Christie tuyên bố Mười người da đen nhỏ là "tiểu thuyết trinh thám bán chạy nhất mọi thời đại" với khoảng 100 triệu bản, đồng thời cũng án ngữ trong danh sách sách bán chạy nhất. Chỉ riêng năm 2020, sách của bà đã bán được hơn 2 triệu bản ở ngôn ngữ tiếng Anh.

## Di sản

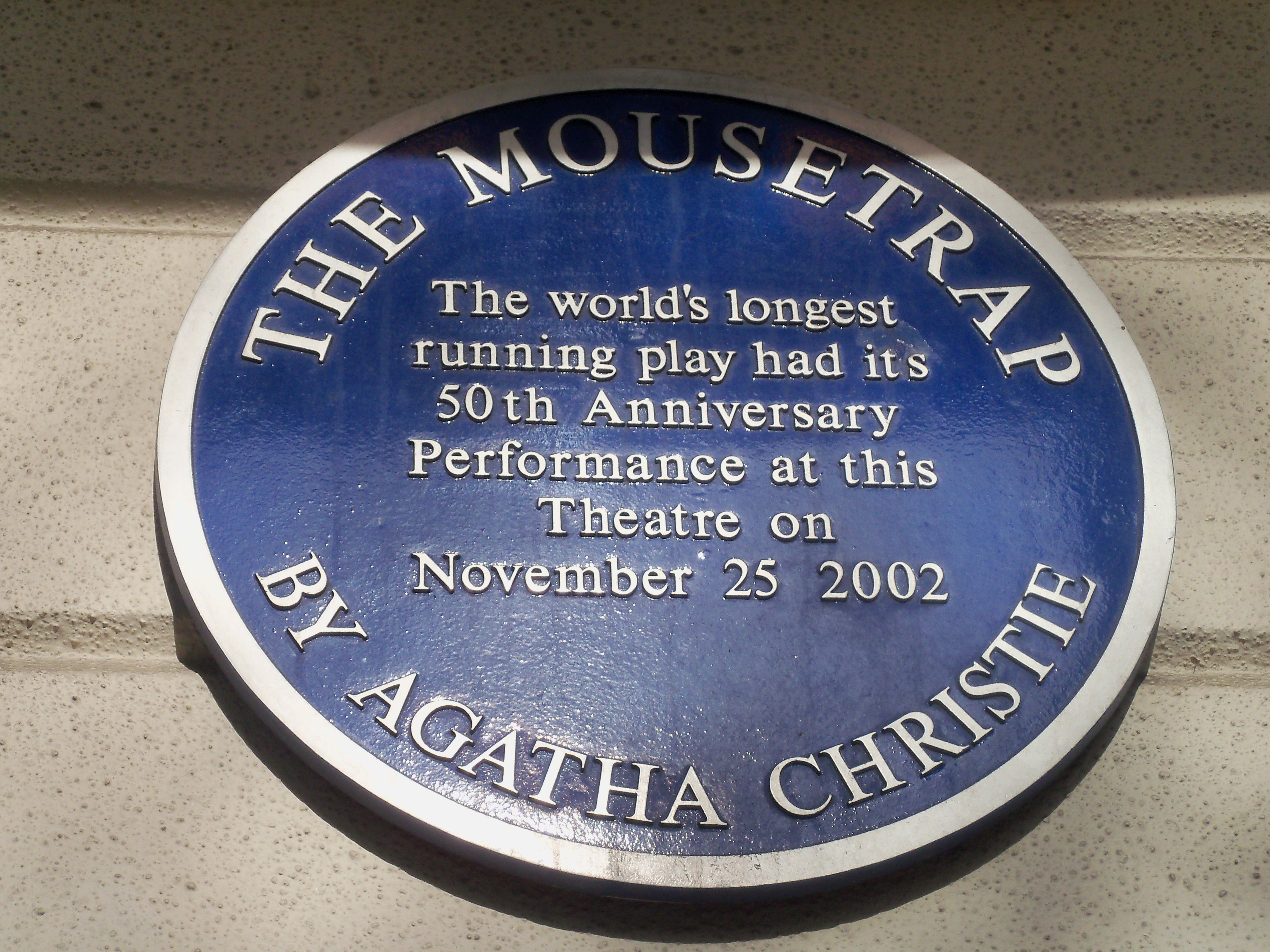
Tấm biển kỉ niệm đặt tại West End nhằm vinh danh The Mousetrap, vở kịch có thời gian công diễn dài nhất thế giới.

Vào năm 2016, nhân dịp kỷ niệm 100 năm ra mắt tác phẩm trinh thám đầu tiên của Agatha Christie, Bưu điện Hoàng gia Anh (Royal Mail) đã cho phát hành bộ tem bưu chính hạng nhất mang hình ảnh 6 tác phẩm nổi tiếng của bà: Vụ án bí ẩn ở Styles, Vụ ám sát ông Roger Ackroyd, Án mạng trên chuyến tàu tốc hành Phương Đông, Mười người da đen nhỏ, The Body in the Library và Cái chết được báo trước. Ấn phẩm The Guardian bình luận rằng: "Mỗi mẫu thiết kế tem đều chứa các chữ in siêu nhỏ, mực UV và mực thermochromic. Những manh mối ẩn giấu này có thể được phát hiện thông qua kính lúp, đèn UV hoặc bằng nhiệt độ cơ thể, qua đó gợi ý những phương pháp giải quyết các bí ẩn trong tác phẩm."
Ngoài ra, hình ảnh của Agatha Christie và các nhân vật của bà cũng xuất hiện trên tem bưu chính của nhiều quốc gia như Dominica hay Cộng hòa Somalia. Năm 2020, để kỷ niệm 100 năm ra đời tiểu thuyết đầu tiên của bà, Vụ án bí ẩn ở Styles, Xưởng đúc tiền Hoàng gia Anh lần đầu tiên đã cho phát hành đồng 2 bảng có hình ảnh của Christie.
Vào năm 2023, tại Wallingford, người ta đã cho đúc một bức tượng đồng có kích thước thật, mô tả hình ảnh Agatha Christie đang ngồi trên ghế đá công viên, trên tay cầm một cuốn sách.

### Tác phẩm chuyển thể
Các tác phẩm của Agatha Christie đã được chuyển thể thành nhiều phim điện ảnh và phim truyền hình khác nhau. Trong đó, tác phẩm chuyển thể đầu tiên là The Passing of Mr. Quin ra mắt năm 1928. Tác phẩm đầu tiên có sự xuất hiện của thám tử Poirot là bộ phim Alibi, với sự tham gia diễn xuất của Austin Trevor.:14–18 Trong những năm 1960, Margaret Rutherford đảm nhiệm vai diễn bà Marple trong một loạt phim điện ảnh. Dù đánh giá cao diễn xuất của Rutherford, song Christie cho rằng bộ phim đầu tiên trong số này "quá tệ", trong khi những bộ phim kế tiếp lại chẳng khá khẩm hơn là bao.:430–31 Tuy nhiên, ấn tượng của bà thay đổi hoàn toàn khi bộ phim Murder on the Orient Express, do Sidney Lumet làm đạo diễn ra mắt năm 1974. Bộ phim quy tụ dàn diễn viên đình đám, với sự đầu tư chỉn chu và hoành tráng. Sự xuất hiện của Christie tại buổi công chiếu bộ phim ở Luân Đôn cũng là một trong những lần xuất hiện cuối cùng trước công chúng cuối cùng của bà.:476, 482:57 Năm 2017, một bộ phim điện ảnh mới của tác phẩm này ra mắt, do Kenneth Branagh đạo diễn kiêm diễn viên chính, với "bộ ria mép ấn tượng nhất mà khán giả từng thấy trên màn ảnh". Sau tác phẩm này, Branagh tiếp tục bắt tay vào thực hiện hai bộ phim chuyển thể khác. Bộ phim đầu tiên là Án mạng trên sông Nile (2022), lấy cảm hứng từ tiểu thuyết nổi tiếng cùng tên và phần kế tiếp Án mạng ở Venice (2023), dựa trên tiểu thuyết Ngày hội quả bí xuất bản năm 1969.
Bộ phim truyền hình Agatha Christie's Poirot (1989–2013), với sự tham gia đóng chính của David Suchet đã trải qua 13 mùa với 70 tập phim. Tác phẩm nhận được chín đề cử giải BAFTA và giành chiến thắng bốn trong số chín đề cử trong giai đoạn 1990–1992. Ngoài ra, trọn bộ 12 tác phẩm về bà Marple cũng được chuyển thể thành loạt phim truyền hình Miss Marple (1984–1992) do Joan Hickson thủ vai chính, với lời nhận định là "bà Marple hoàn hảo của BBC".:500 Bên cạnh đó, 36 tác phẩm của Christie cũng trở thành nguồn cảm hứng cho loạt phim truyền hình Pháp Les Petits Meurtres d'Agatha Christie (2009–2012, 2013–2020).
Ngoài ra, sáng tác của Christie còn là đề tài cho các ấn phẩm truyền thanh trên BBC Radio, trò chơi điện tử và cả những tiểu thuyết đồ họa khác.

## Sở thích và những ảnh hưởng đến sáng tác

### Dược lý học
Trong thời gian diễn ra chiến tranh thế giới thứ nhất, Christie từng tạm dừng công việc y tá để tham gia khóa đào tạo làm dược sĩ (Apothecaries Hall Examination).:xi Mặc dù công việc pha chế và phát thuốc tại phòng phát thuốc của bệnh viện khá nhàm chán và tẻ nhạt hơn so với việc làm y tá, nhưng thông qua đó, bà có thêm nhiều kiến thức mới, góp phần tạo cho bà nền tảng hiểu biết căn bản về các loại độc dược. Vào giai đoạn đầu của chiến tranh thế giới thứ hai, Christie tiếp tục bổ túc kiến thức của mình trong thời gian làm việc tại bệnh viện Torquay.:235, 470
Theo Michael C. Gerald, việc Christie "tham gia phát thuốc tại bệnh viện trong cả hai cuộc chiến tranh thế giới không chỉ góp sức cho cuộc chiến mà còn giúp bà hiểu thêm về tác dụng điều trị lẫn độc tính của thuốc ... Những kinh nghiệm có được trong thời gian tại các bệnh viện này chính là cơ sở để lý giải tại sao các bác sĩ, y tá và dược sĩ thường đóng vai trò nổi bật xuyên suốt các tác phẩm của bà.":viii Thật vậy, trong dàn nhân vật của Christie, có rất nhiều người là bác sĩ, dược sĩ và cả những nhà nhà khoa học, có những người ngây thơ và cả những người đáng ngờ. Có thể thấy yếu tố này trong một số tác phẩm như Vụ án mạng ở vùng Mesopotamie, Những quân bài trên mặt bàn, Tình yêu phù thủy, Cái chết của Bà McGinty và nhiều tác phẩm khác.
Theo nhà nghiên cứu Gillian Gill, phương thức giết người trong tiểu thuyết Vụ án bí ẩn ở Styles "hoàn toàn lấy cảm hứng từ công việc của Agatha Christie tại phòng phát thuốc ở bệnh viện".:34 Trong một cuộc phỏng vấn với nhà báo Marcelle Bernstein, Christie tuyên bố: "Tôi không thích những cái chết lộn xộn ... Tôi thích thú hơn với việc người ta chết thanh thản trên chính chiếc giường của mình mà không ai biết lý do tại sao." Với kiến thức chuyên môn của mình, Christie không cần dùng đến những chất độc mà khoa học chưa biết đến, vốn là một nguyên tắc cấm trong "mười nguyên tắc dành cho tiểu thuyết trinh thám" của Ronald Knox.:58 Trong nhiều thập niên tiếp theo, bà đã dùng các loại độc chất như arsenic, aconitin, strychnine, digoxin, nicotin, thali và nhiều hợp chất khác vào trong các vụ án mạng của mình.

### Khảo cổ học
Agatha Christie:364
Khi còn trẻ, Agatha Christie không mấy quan tâm đến đồ cổ.:68 Tuy nhiên, sau khi kết hôn với nhà khảo cổ học Max Mallowan vào năm 1930, hàng năm, bà đều dành từ ba đến bốn tháng tham gia các cuộc khai quật tại các địa điểm khảo cổ ở Syria và Iraq như Ur, Nineveh, Tell Arpachiyah, Chagar Bazar, Tell Brak và Nimrud.:301, 304, 313, 414 Trên chặng đường di chuyển giữa các địa điểm khai quật, hai vợ chồng Mallowan cũng thường xuyên tham gia vào các chuyến du lịch ở một số nơi như Ý, Hy Lạp, Ai Cập, Iran, Liên Xô và nhiều địa danh khác.:188–91, 199, 212:429–37 Những trải nghiệm du lịch và sống ở nước ngoài của họ chính là nguồn tư liệu quan trọng cho các tiểu thuyết nổi tiếng như Án mạng trên chuyến tàu tốc hành Phương Đông, Án mạng trên sông Nile hay Hẹn với tử thần.:514 (n. 6)
Vào thời gian khai quật diễn ra vào năm 1931 tại Nineveh, Christie mua một chiếc bàn viết để tiếp tục công việc sáng tác của mình. Tiếp đó, vào đầu những năm 1950, bà tự bỏ tiền túi ra xây dựng thêm một căn phòng nhỏ tại ngôi nhà dành cho nhóm khảo cổ ở Nimrud, nhằm phục vụ việc viết lách.:301:244 Ngoài ra, vào thời gian diễn ra khai quật, bà cũng góp phần sức lực của mình "bằng cách chụp ảnh, làm sạch, ghi chép lại các phát hiện cũng như sửa chữa, phục hồi các món đồ gốm, một công việc mà bà đặc biệt yêu thích".:20–21 Bên cạnh đó, Christie còn tài trợ tiền cho các cuộc khai quật.:414
Từ những trải nghiệm thực tế của tại các địa điểm khai quật khảo cổ ở vùng Trung Đông, Christie đã có được nguồn cảm hứng lớn để xây dựng nên nhiều bối cảnh cho các tác phẩm của mình. Điều này thể hiện rõ nét qua mức độ tỉ mỉ trong những mô tả của bà, ví dụ như ngôi đền ở Abu Simbel trong tác phẩm Án mạng trên sông Nile, hay bối cảnh của Điệp vụ thành Bát Đa nơi hai vợ chồng Mallowan từng lưu trú.:212, 283–84 Tương tự, những kiến thức về cuộc sống thường ngày mà Christie có được tại các khu khai quật cũng là nguồn tư liệu quan trọng tác phẩm Vụ án mạng ở vùng Mesopotamie.:269 Ngoài ra, các nhà khảo cổ cũng như các chuyên gia văn hóa và đồ tạo tác Trung Đông cũng thường góp mặt trong các tác phẩm của bà, điển hình như tiến sĩ Eric Leidner trong cuốn Vụ án mạng ở vùng Mesopotamie hay Signor Richetti trong cuốn Án mạng trên sông Nile.:187, 226–27
Sau chiến tranh thế giới thứ hai, Christie đã thuật lại khoảng thời gian của mình ở Syria trong tác phẩm Come, Tell Me How You Live, tác phẩm mà bà mô tả là "một cuốn sách nhỏ, vặt vãnh tầm thường nhưng đầy ắp những hoạt động và sự kiện hàng ngày".:(Foreword) Từ ngày 8 tháng 11 năm 2001 đến tháng 3 năm 2002, Bảo tàng Anh đã tổ chức một cuộc "triển lãm đầy màu sắc và chia làm nhiều giai đoạn", với tên gọi Agatha Christie and Archaeology: Mystery in Mesopotamia, mô tả cách mà bà hoạt động với vai trò vừa là nhà văn, vừa là vợ của một nhà khảo cổ học.

## Trong văn hóa đại chúng
Vụ mất tích của Agatha Christie năm 1926 là một trong những chủ đề đáng quan tâm của công chúng. Nhiều tác phẩm hư cấu viết về bà đã cố đưa ra những lời giải thích về sự mất tích này. Một trong số đó là bộ phim Agatha ra mắt năm 1979. Với sự tham gia của nữ minh tinh Vanessa Redgrave, bộ phim là hành trình bỏ trốn và lên kế hoạch trả thù chồng của Christie. Gia đình Christie đã cố gắng ngăn cản việc phát hành bộ phim thông qua việc đâm đơn kiện, nhưng họ đã không thành công. Trong tập phim "The Unicorn and the Wasp" trình chiếu ngày 17 tháng 5 năm 2008, nằm trong mùa thứ tư của loạt phim truyền hình đình đám Doctor Who, nữ diễn viên Fenella Woolgar với vai diễn Christie đã cố gắng kết nối sự mất tích của bà với người ngoài hành tinh. Trong khi đó, phim Agatha and the Truth of Murder (2018) lại kể về hành trình bà hóa thân thành gián điệp để điều tra vụ sát hại Florence Nightingale Shore, con gái đỡ đầu của Florence Nightingale. Sự biến mất của Christie cũng là chủ đề chính trong vở nhạc kịch Hàn Quốc Agatha. Năm 2022, tác giả Nina de Gramont cho phát hành một cuốn tiểu thuyết với tên The Christie Affair, một câu chuyện bí ẩn về tình yêu và trả thù mang đặc trưng phong cách của Christie, lấy chất liệu truyện chủ yếu từ vụ mất tích của bà.
Một số tác phẩm khác, chẳng hạn như bộ phim Kojak Budapesten của Hungary ra mắt năm 1980, đã sáng tạo ra các tình huống liên quan đến kỹ năng điều tra tội phạm của Christie. Trong vở kịch truyền hình Murder by the Book ra mắt năm 1986, Christie (do Dame Peggy Ashcroft thủ vai) đã sát hại một trong những nhân vật từ hư cấu bước ra đời thực của mình là thám tử Poirot. Christie cũng đóng vai trò là nhân vật trong tác phẩm Dorothy and Agatha của Gaylord Larsen và The London Blitz Murders của Max Allan Collins. Chương trình truyền hình Mỹ Unsolved Mysteries cũng đã dành thời lượng để điều tra về vụ mất tích nổi tiếng của bà, với vai Agatha do nữ diễn viên Tessa Pritchard đảm nhận. Trong khi đó, loạt phim truyền hình lịch sử Tây Ban Nha Gran Hotel (2011) lại đi sâu vào giai đoạn mà Christie còn là một thiếu nữ, tập trung vào việc bà tìm cảm hứng viết tiểu thuyết mới và hỗ trợ các thám tử địa phương. Bộ phim Agatha and the Curse of Ishtar ra mắt năm 2018 thì sử dụng đề tài lịch sử giả tưởng để giải thích cho việc Christie liên can đến một vụ án mạng tại một địa điểm khai quật khảo cổ ở Iraq. Năm 2019, Honeysuckle Weeks đã hóa thân vào vai Christie trong tập phim "No Friends Like Old Friends", thuộc loạt phim truyền hình Canada Frankie Drake Mysteries.
Vào năm 2020, Heather Terrell, dưới bút danh Marie Benedict, đã cho ra mắt tác phẩm The Mystery of Mrs. Christie, một tiểu thuyết hư cấu tái hiện sự biến mất của Agatha Christie vào tháng 12 năm 1926. Cuốn tiểu thuyết đã lọt vào danh sách bán chạy nhất của tờ USA Today và tờ The New York Times. Tác phẩm này đã giúp cho Terrell có tên trong Đại sảnh Danh vọng của Library Reads vào tháng 12 năm 2020. Ngoài Terrell, tác giả Andrew Wilson cũng sáng tác bốn tiểu thuyết mà ở đó Agatha Christie là nhân vật thám tử chính, bao gồm: A Talent For Murder (2017), A Different Kind of Evil (2018), Death In A Desert Land (2019) và I Saw Him Die (2020). Năm 2022, Shirley Henderson hóa thân vào vai Christie trong bộ phim hài kịch/bí ẩn mang tên See How They Run.